# 嘉年華世界巡迴演唱會
嘉年華世界巡迴演唱會是台灣男歌手周杰倫第七次個人大型巡回演唱會，於2019年10月17日開始。目前动员人数大约在288万人左右。

## 軼事
第一階段於2019年10月17上海演唱會在梅賽德斯-奔馳文化中心揭開序幕，亦是經魔天倫世界巡迴演唱會及地表最強世界巡迴演唱會後再次於梅賽德斯-奔馳文化中心定為首站演唱會的場地。
第二階段於GIANTS Stadium重磅回歸，並於第二階段裡久違十六年再度前往日本舉辦演唱會，並成為首位於K Arena橫濱舉辦演唱會的華人，之後開始主要於中國大陸巡迴。
周杰倫於2024年6月出席活動時表示已向臺北大巨蛋申請舉辦此演唱會，有機會在8月登場。同年9月6日，杰威爾音樂正式宣布演唱會於12月舉辦，成為首位於臺北大巨蛋舉辦演唱會的歌手。同年10月23日開放購票，創下同時89萬人在線搶票的紀錄。

### 事件纪录
- 周杰倫於2023年9月8日的天津場次第二場因突發事故而取消歌曲《半獸人》的開場，臨時改為《說好不哭》為開場歌曲，第三場則為《斷了的弦》，直至第四場才回復《半獸人》為開場歌曲。
- 首位於K Arena橫濱開唱的華人歌手（2024年4月6日-7日）
- 2024年6月2日的長沙場次為周杰倫的第400場個人演唱會
- 首位於新加坡國家體育場連開三場的華人歌手（2024年10月11日-13日）
- 馬來西亞武吉加里爾國家體育場單場開座破六萬人，刷新周杰倫個人演唱會單場最高紀錄（2024年10月26日）
- 首位於臺北大巨蛋舉辦個人專場演唱會的歌手（2024年12月5日-8日）
- 2025年7月12日的廈門場次為周杰倫嘉年華演唱會的第100場

## 售票
| 開售日期              | 開售日期         | 開售時間                    | 開售類型                        |                  |                  |
| 第一阶段：嘉年华      | 第一阶段：嘉年华 | 第一阶段：嘉年华            | 第一阶段：嘉年华                | 第一阶段：嘉年华 | 第一阶段：嘉年华 |
| --------------------- | ---------------- | --------------------------- | ------------------------------- | ---------------- | ---------------- |
| 2022年                | 5月5日           | 上午10時正 （新加坡時間）   | 新加坡站快達票公開發售          |                  |                  |
| 2022年                | 5月20日          | 上午10時正 （馬來西亞時間） | 馬來西亞站快達票公開發售        |                  |                  |
| 2022年                | 9月8日           | 上午11時正 （悉尼標準時間） | 悉尼站快達票公開發售            |                  |                  |
| 2023年                | 2月27日          | 中午12時正 （呼和浩特時間） | 呼和浩特站貓眼公開發售          |                  |                  |
| 2023年                | 2月27日          | 下午3時正 （太原時間）      | 太原站門票開始發售              |                  |                  |
| 2023年                | 3月15日          | 上午10時正 （香港時間）     | 香港站城市售票網公開發售        |                  |                  |
| 2023年                | 6月8日           | 中午12時正 （海口時間）     | 海口站大麥網公開發售            |                  |                  |
| 2023年                | 7月17日          | 上午11時正 （天津時間）     | 天津站大麥網公開發售            |                  |                  |
| 2023年                | 9月12日          | 下午6時正 （上海時間）      | 上海站大麥網公開發售            |                  |                  |
| 2023年                | 9月30日          | 上午10時正 （曼谷時間）     | 曼谷站Thaiticket major公開發售  |                  |                  |
| 2023年                | 12月3日          | 下午2時正 （倫敦標準時間）  | 倫敦站AXS Tickets公開發售       |                  |                  |
| 2023年                | 12月3日          | 上午11時正 （巴黎標準時間） | 巴黎站AXS Tickets公開發售       |                  |                  |
| 第二阶段：嘉年华Part2 |                  |                             |                                 |                  |                  |
| 2023年                | 10月11日         | （日本時間）                | 橫濱站公開發售                  |                  |                  |
| 2023年                | 10月26日         | 中午12時正 （上海時間）     | 悉尼站、墨爾本站快達票公開發售  |                  |                  |
| 2023年                | 12月9日          | （福州時間）                | 福州站大麥網、貓眼公開發售      |                  |                  |
| 2024年                | 2月2日           | （杭州時間）                | 杭州站大麥網、貓眼公開發售      |                  |                  |
| 2024年                | 4月18日          | 中午12時正 （長沙時間）     | 長沙站大麥網、貓眼公開發售      |                  |                  |
| 2024年                | 6月4日           | 上午11時正 （馬來西亞時間） | 馬來西亞站bookmyshow公開發售    |                  |                  |
| 2024年                | 6月12日          | 上午11時正 （南京時間）     | 南京站大麥網公開發售            |                  |                  |
| 2024年                | 6月19日          | 上午10時正 （新加坡時間）   | 新加坡站ticketmaster.sg公開發售 |                  |                  |
| 2024年                | 7月3日           | 上午10時正 （深圳時間）     | 深圳站大麥網、貓眼公開發售      |                  |                  |
| 2024年                | 10月23日         | 中午12時正 （台灣時間）     | 台北站tixCraft拓元售票公開發售  |                  |                  |
| 2024年                | 12月9日          | （迪拜時間）                | 迪拜站ticketmaster公開發售      |                  |                  |
| 2024年                | 12月11日         | 下午4時正 （迪拜時間）      | 迪拜站加場ticketmaster公開發售  |                  |                  |
| 2024年                | 12月18日         | 上午10時正 （香港時間）     | 香港站滙豐信用卡優先發售        |                  |                  |
| 2025年                | 1月9日           | 上午11時58分 （三亞時間）   | 三亞站貓眼公開發售              |                  |                  |
| 2025年                | 1月24日          | 下午3時正 （香港時間）      | 香港站Cityline公開發售          |                  |                  |
| 2025年                | 3月13日          | 下午1時08分 （南寧時間）    | 南寧站貓眼公開發售              |                  |                  |
| 2025年                | 4月16日          | 下午2時08分 （廈門時間）    | 廈門站貓眼公開發售              |                  |                  |
| 2025年                | 6月22日          | 中午12時正 （濟南時間）     | 濟南站貓眼公開發售              |                  |                  |
| 2025年                | 7月29日          | 下午1時14分 （武漢時間）    | 武漢站貓眼公開發售              |                  |                  |

## 巡演地点
| 場次                          | 日期                     | 國家／地區               | 城市                     | 場館                            | 观众人数                 | 嘉宾                               |
| 第一阶段：嘉年华（54場）      | 第一阶段：嘉年华（54場） | 第一阶段：嘉年华（54場） | 第一阶段：嘉年华（54場） | 第一阶段：嘉年华（54場）        | 第一阶段：嘉年华（54場） | 第一阶段：嘉年华（54場）           |
| ----------------------------- | ------------------------ | ------------------------ | ------------------------ | ------------------------------- | ------------------------ | ---------------------------------- |
| 1                             | 2019年10月17日           | 中国大陆                 | 上海                     | 梅賽德斯-奔馳文化中心           | 54,000                   | 紀凌塵                             |
| 2                             | 2019年10月18日           | 中国大陆                 | 上海                     | 梅賽德斯-奔馳文化中心           | 54,000                   | 陶喆                               |
| 3                             | 2019年10月19日           | 中国大陆                 | 上海                     | 梅賽德斯-奔馳文化中心           | 54,000                   | —                                  |
| 4                             | 2019年10月20日           | 中国大陆                 | 上海                     | 梅賽德斯-奔馳文化中心           | 54,000                   | 林更新                             |
| 5                             | 2019年10月26日           | 中国大陆                 | 濟南                     | 濟南奧林匹克體育中心體育場      | 80,000                   | —                                  |
| 6                             | 2019年10月27日           | 中国大陆                 | 濟南                     | 濟南奧林匹克體育中心體育場      | 80,000                   | —                                  |
| 7                             | 2019年11月2日            | 中国大陆                 | 南京                     | 南京奧林匹克體育中心體育場      | 80,000                   | —                                  |
| 8                             | 2019年11月3日            | 中国大陆                 | 南京                     | 南京奧林匹克體育中心體育場      | 80,000                   | —                                  |
| 9                             | 2019年11月9日            | 中国大陆                 | 長沙                     | 賀龍體育場                      | 80,000                   | —                                  |
| 10                            | 2019年11月10日           | 中国大陆                 | 長沙                     | 賀龍體育場                      | 80,000                   | —                                  |
| 11                            | 2019年11月16日           | 中国大陆                 | 杭州                     | 黃龍體育中心體育場              | 70,000                   | —                                  |
| 12                            | 2019年11月17日           | 中国大陆                 | 杭州                     | 黃龍體育中心體育場              | 70,000                   | 林更新                             |
| 13                            | 2019年11月23日           | 中国大陆                 | 廈門                     | 廈門市體育中心                  | 40,000                   | —                                  |
| 14                            | 2019年11月24日           | 中国大陆                 | 廈門                     | 廈門市體育中心                  | 40,000                   | —                                  |
| 15                            | 2019年12月29日           | 中国大陆                 | 深圳                     | 深圳大運中心體育場              | 90,000                   | —                                  |
| 16                            | 2019年12月30日           | 中国大陆                 | 深圳                     | 深圳大運中心體育場              | 90,000                   | —                                  |
| 17                            | 2020年1月10日            | 新加坡                   | 新加坡                   | 新加坡国家体育场                | 60,000                   | —                                  |
| 18                            | 2020年1月11日            | 新加坡                   | 新加坡                   | 新加坡国家体育场                | 60,000                   | —                                  |
| 19                            | 2022年12月17日           | 新加坡                   | 新加坡                   | 新加坡国家体育场                | 60,000                   | —                                  |
| 20                            | 2022年12月18日           | 新加坡                   | 新加坡                   | 新加坡国家体育场                | 60,000                   | —                                  |
| 21                            | 2023年1月15日            | 马来西亚                 | 吉隆坡                   | 武吉加里爾國家體育場            | 45,000                   | 曹杨、柯有纶                       |
| 22                            | 2023年3月4日             |                          | 悉尼                     | GIANTS Stadium                  | 20,000                   | —                                  |
| 23                            | 2023年5月5日             | 香港                     | 香港                     | 中環海濱活動空間                | 140,000                  | —                                  |
| 24                            | 2023年5月6日             | 香港                     | 香港                     | 中環海濱活動空間                | 140,000                  | —                                  |
| 25                            | 2023年5月7日             | 香港                     | 香港                     | 中環海濱活動空間                | 140,000                  | —                                  |
| 26                            | 2023年5月10日            | 香港                     | 香港                     | 中環海濱活動空間                | 140,000                  | 容祖兒、蔡卓妍                     |
| 27                            | 2023年5月11日            | 香港                     | 香港                     | 中環海濱活動空間                | 140,000                  | 鄧紫棋                             |
| 28                            | 2023年5月13日            | 香港                     | 香港                     | 中環海濱活動空間                | 140,000                  | 陳銳、王俊凱                       |
| 29                            | 2023年5月14日            | 香港                     | 香港                     | 中環海濱活動空間                | 140,000                  | 甄子丹（點歌千里之外）、胡楓、陳銳 |
| 30                            | 2023年6月29日            | 中国大陆                 | 海口                     | 五源河体育场                    | 120,000                  | 郭艾倫                             |
| 31                            | 2023年6月30日            | 中国大陆                 | 海口                     | 五源河体育场                    | 120,000                  | 林書豪、李現                       |
| 32                            | 2023年7月1日             | 中国大陆                 | 海口                     | 五源河体育场                    | 120,000                  | —                                  |
| 33                            | 2023年7月2日             | 中国大陆                 | 海口                     | 五源河体育场                    | 120,000                  | 龔俊                               |
| 34                            | 2023年8月17日            | 中国大陆                 | 呼和浩特                 | 呼和浩特體育場                  | 140,000                  | 方文山                             |
| 35                            | 2023年8月18日            | 中国大陆                 | 呼和浩特                 | 呼和浩特體育場                  | 140,000                  | 張新成                             |
| 36                            | 2023年8月19日            | 中国大陆                 | 呼和浩特                 | 呼和浩特體育場                  | 140,000                  | 文文                               |
| 37                            | 2023年8月20日            | 中国大陆                 | 呼和浩特                 | 呼和浩特體育場                  | 140,000                  | —                                  |
| 38                            | 2023年9月7日             | 中国大陆                 | 天津                     | 天津奧林匹克體育中心體育場      | 160,000                  | —                                  |
| 39                            | 2023年9月8日             | 中国大陆                 | 天津                     | 天津奧林匹克體育中心體育場      | 160,000                  | 蘇有朋                             |
| 40                            | 2023年9月9日             | 中国大陆                 | 天津                     | 天津奧林匹克體育中心體育場      | 160,000                  | 成龍                               |
| 41                            | 2023年9月10日            | 中国大陆                 | 天津                     | 天津奧林匹克體育中心體育場      | 160,000                  | —                                  |
| 42                            | 2023年9月21日            | 中国大陆                 | 太原                     | 山西體育中心紅燈籠體育場        | 180,000                  | 郎朗                               |
| 43                            | 2023年9月22日            | 中国大陆                 | 太原                     | 山西體育中心紅燈籠體育場        | 180,000                  | —                                  |
| 44                            | 2023年9月23日            | 中国大陆                 | 太原                     | 山西體育中心紅燈籠體育場        | 180,000                  | —                                  |
| 45                            | 2023年9月24日            | 中国大陆                 | 太原                     | 山西體育中心紅燈籠體育場        | 180,000                  | —                                  |
| 46                            | 2023年10月12日           | 中国大陆                 | 上海                     | 上海體育場                      | 180,000                  | —                                  |
| 47                            | 2023年10月13日           | 中国大陆                 | 上海                     | 上海體育場                      | 180,000                  | —                                  |
| 48                            | 2023年10月14日           | 中国大陆                 | 上海                     | 上海體育場                      | 180,000                  | 吳尊                               |
| 49                            | 2023年10月15日           | 中国大陆                 | 上海                     | 上海體育場                      | 180,000                  | 黃曉明                             |
| 50                            | 2023年12月8日            | 泰國                     | 曼谷                     | 拉加曼加拉國家體育場            | 70,000                   | —                                  |
| 51                            | 2023年12月9日            | 泰國                     | 曼谷                     | 拉加曼加拉國家體育場            | 70,000                   | 徐志賢                             |
| 52                            | 2024年1月9日             | 英国                     | 倫敦                     | O2體育館                        | 28,631                   | —                                  |
| 53                            | 2024年1月10日            | 英国                     | 倫敦                     | O2體育館                        | 28,631                   | —                                  |
| 54                            | 2024年1月13日            | 法國                     | 巴黎                     | 巴黎拉德芳斯體育館              | 30,000                   | —                                  |
| 第二階段：嘉年華Part2（56場） |                          |                          |                          |                                 |                          |                                    |
| 55                            | 2024年3月2日             |                          | 悉尼                     | GIANTS Stadium                  | 20,000                   | —                                  |
| 56                            | 2024年3月16日            | 墨爾本                   | 羅德·拉沃競技場          | 20,000                          | Mark Balas               |                                    |
| 57                            | 2024年3月17日            | 墨爾本                   | 羅德·拉沃競技場          | 20,000                          | Mark Balas               |                                    |
| 58                            | 2024年4月6日             | 日本                     | 橫濱                     | K Arena橫濱                     | 40,000                   | 張震                               |
| 59                            | 2024年4月7日             | 日本                     | 橫濱                     | K Arena橫濱                     | 40,000                   | —                                  |
| 60                            | 2024年4月18日            | 中国大陆                 | 杭州                     | 杭州奧林匹克體育中心體育場      | 220,000                  | —                                  |
| 61                            | 2024年4月19日            | 中国大陆                 | 杭州                     | 杭州奧林匹克體育中心體育場      | 220,000                  | —                                  |
| 62                            | 2024年4月20日            | 中国大陆                 | 杭州                     | 杭州奧林匹克體育中心體育場      | 220,000                  | —                                  |
| 63                            | 2024年4月21日            | 中国大陆                 | 杭州                     | 杭州奧林匹克體育中心體育場      | 220,000                  | 方文山（点歌天涯过客）             |
| 64                            | 2024年5月16日            | 中国大陆                 | 福州                     | 福州海峽奧林匹克體育中心體育場  | 180,000                  | —                                  |
| 65                            | 2024年5月17日            | 中国大陆                 | 福州                     | 福州海峽奧林匹克體育中心體育場  | 180,000                  | —                                  |
| 66                            | 2024年5月18日            | 中国大陆                 | 福州                     | 福州海峽奧林匹克體育中心體育場  | 180,000                  | —                                  |
| 67                            | 2024年5月19日            | 中国大陆                 | 福州                     | 福州海峽奧林匹克體育中心體育場  | 180,000                  | —                                  |
| 68                            | 2024年5月30日            | 中国大陆                 | 長沙                     | 長沙賀龍體育中心體育場          | 160,000                  | —                                  |
| 69                            | 2024年5月31日            | 中国大陆                 | 長沙                     | 長沙賀龍體育中心體育場          | 160,000                  | —                                  |
| 70                            | 2024年6月1日             | 中国大陆                 | 長沙                     | 長沙賀龍體育中心體育場          | 160,000                  | 王俊凱                             |
| 71                            | 2024年6月2日             | 中国大陆                 | 長沙                     | 長沙賀龍體育中心體育場          | 160,000                  | —                                  |
| 72                            | 2024年9月12日            | 中国大陆                 | 深圳                     | 深圳大運中心體育場              | 180,000                  | —                                  |
| 73                            | 2024年9月13日            | 中国大陆                 | 深圳                     | 深圳大運中心體育場              | 180,000                  | —                                  |
| 74                            | 2024年9月14日            | 中国大陆                 | 深圳                     | 深圳大運中心體育場              | 180,000                  | —                                  |
| 75                            | 2024年9月15日            | 中国大陆                 | 深圳                     | 深圳大運中心體育場              | 180,000                  | 昆凌、葉惠美                       |
| 76                            | 2024年9月26日            | 中国大陆                 | 南京                     | 南京奧林匹克體育中心體育場      | 180,000                  | 女子玖玄樂團                       |
| 77                            | 2024年9月27日            | 中国大陆                 | 南京                     | 南京奧林匹克體育中心體育場      | 180,000                  | 女子玖玄樂團                       |
| 78                            | 2024年9月28日            | 中国大陆                 | 南京                     | 南京奧林匹克體育中心體育場      | 180,000                  | —                                  |
| 79                            | 2024年9月29日            | 中国大陆                 | 南京                     | 南京奧林匹克體育中心體育場      | 180,000                  | —                                  |
| 80                            | 2024年10月11日           | 新加坡                   | 新加坡                   | 新加坡国家体育场                | 75,000                   | —                                  |
| 81                            | 2024年10月12日           | 新加坡                   | 新加坡                   | 新加坡国家体育场                | 75,000                   | —                                  |
| 82                            | 2024年10月13日           | 新加坡                   | 新加坡                   | 新加坡国家体育场                | 75,000                   | —                                  |
| 83                            | 2024年10月26日           | 马来西亚                 | 吉隆坡                   | 武吉加里爾國家體育場            | 62,000                   | —                                  |
| 84                            | 2024年12月5日            | 臺灣                     | 台北                     | 臺北大巨蛋                      | 160,000                  | 江蕙                               |
| 85                            | 2024年12月6日            | 臺灣                     | 台北                     | 臺北大巨蛋                      | 160,000                  | 動力火車                           |
| 86                            | 2024年12月7日            | 臺灣                     | 台北                     | 臺北大巨蛋                      | 160,000                  | 江蕙                               |
| 87                            | 2024年12月8日            | 臺灣                     | 台北                     | 臺北大巨蛋                      | 160,000                  | 五月天、張惠妹                     |
| 88                            | 2025年1月4日             | 阿联酋                   | 迪拜                     | 可口可乐体育馆                  | 25,000                   | —                                  |
| 89                            | 2025年1月5日             | 阿联酋                   | 迪拜                     | 可口可乐体育馆                  | 25,000                   | —                                  |
| 90                            | 2025年3月28日            | 中国大陆                 | 三亚                     | 三亚市体育中心主体育场          | 127,400                  | 鄒市明                             |
| 91                            | 2025年3月29日            | 中国大陆                 | 三亚                     | 三亚市体育中心主体育场          | 127,400                  | —                                  |
| 92                            | 2025年3月30日            | 中国大陆                 | 三亚                     | 三亚市体育中心主体育场          | 127,400                  | —                                  |
| 93                            | 2025年4月25日            | 中国大陆                 | 南寧                     | 廣西體育中心體育場              | 170,000                  | —                                  |
| 94                            | 2025年4月26日            | 中国大陆                 | 南寧                     | 廣西體育中心體育場              | 170,000                  | —                                  |
| 95                            | 2025年4月27日            | 中国大陆                 | 南寧                     | 廣西體育中心體育場              | 170,000                  | —                                  |
| 96                            | 2025年6月27日            | 香港                     | 香港                     | 啟德主場館                      | 120,000                  | —                                  |
| 97                            | 2025年6月28日            | 香港                     | 香港                     | 啟德主場館                      | 120,000                  | 山下智久                           |
| 98                            | 2025年6月29日            | 香港                     | 香港                     | 啟德主場館                      | 120,000                  | 郭富城                             |
| 99                            | 2025年7月11日            | 中国大陆                 | 廈門                     | 廈門奧林匹克體育中心-白鷺體育場 | 137,000                  | —                                  |
| 100                           | 2025年7月12日            | 中国大陆                 | 廈門                     | 廈門奧林匹克體育中心-白鷺體育場 | 137,000                  | —                                  |
| 101                           | 2025年7月13日            | 中国大陆                 | 廈門                     | 廈門奧林匹克體育中心-白鷺體育場 | 137,000                  | —                                  |
| 102                           | 2025年9月19日            | 中国大陆                 | 濟南                     | 濟南奧林匹克體育中心體育場      | —                        | —                                  |
| 103                           | 2025年9月20日            | 中国大陆                 | 濟南                     | 濟南奧林匹克體育中心體育場      | —                        | —                                  |
| 104                           | 2025年9月21日            | 中国大陆                 | 濟南                     | 濟南奧林匹克體育中心體育場      | —                        | —                                  |
| 105                           | 2025年9月26日            | 中国大陆                 | 武漢                     | 武漢體育中心主體育場            | —                        | —                                  |
| 106                           | 2025年9月27日            | 中国大陆                 | 武漢                     | 武漢體育中心主體育場            | —                        | —                                  |
| 107                           | 2025年9月28日            | 中国大陆                 | 武漢                     | 武漢體育中心主體育場            | —                        | —                                  |
| 108                           | 2025年10月9日            | 中国大陆                 | 上海                     | 上海體育場                      | —                        | —                                  |
| 109                           | 2025年10月10日           | 中国大陆                 | 上海                     | 上海體育場                      | —                        | —                                  |
| 110                           | 2025年10月11日           | 中国大陆                 | 上海                     | 上海體育場                      | —                        | —                                  |

## 取消及改期场次
| 場次 | 日期           | 國家／地區 | 城市     | 場館                           | 原因 |
| ---- | -------------- | ---------- | -------- | ------------------------------ | --- |
| 1    | 2019年12月6日  | 香港       | 香港     | 香港迪士尼樂園幻想道露天場地   | 社會環境 |
| 2    | 2019年12月7日  | 香港       | 香港     | 香港迪士尼樂園幻想道露天場地   | 社會環境 |
| 3    | 2019年12月8日  | 香港       | 香港     | 香港迪士尼樂園幻想道露天場地   | 社會環境 |
| 4    | 2019年12月13日 | 香港       | 香港     | 香港迪士尼樂園幻想道露天場地   | 社會環境 |
| 5    | 2019年12月14日 | 香港       | 香港     | 香港迪士尼樂園幻想道露天場地   | 社會環境 |
| 6    | 2019年12月15日 | 香港       | 香港     | 香港迪士尼樂園幻想道露天場地   | 社會環境 |
| 7    | 2020年2月29日  | 马来西亚   | 吉隆坡   | 武吉加里爾國家體育場           | 原日期2020年2月29日，因COVID-19疫情延期至8月22日，因疫情尚未趨緩故再次延期至2021年1月16日，因疫情尚未趨緩故三度延期至2022年2月19日，因疫情尚未趨緩故四度延期至2023年1月7日，其後因与东南亚足球赛撞期原因五度延期至2023年1月15日。 |
| 8    | 2020年3月14日  |            | 悉尼     | GIANTS Stadium                 | 原日期2020年3月14日因COVID-19疫情延期至10月24日，因疫情尚未趨緩故再次延期至2021年10月30日，因疫情尚未趨緩故三度延期至2023年3月4日                                                                                                 |
| 9    | 2020年3月28日  | 中国大陆   | 海口     | 五源河體育場                   | 因2019冠状病毒病疫情而延期至2023年6月29日-7月2日 |
| 10   | 2020年3月29日  | 中国大陆   | 海口     | 五源河體育場                   | 因2019冠状病毒病疫情而延期至2023年6月29日-7月2日 |
| 11   | 2020年4月11日  | 中国大陆   | 南寧     | 廣西體育中心體育場             | 因2019冠状病毒病疫情而延期至2025年4月25-27日 |
| 12   | 2020年4月12日  | 中国大陆   | 南寧     | 廣西體育中心體育場             | 因2019冠状病毒病疫情而延期至2025年4月25-27日 |
| 13   | 2020年4月25日  | 中国大陆   | 天津     | 天津奧林匹克體育中心體育場     | 因2019冠状病毒病疫情而延期至2023年9月7-10日 |
| 14   | 2020年4月26日  | 中国大陆   | 天津     | 天津奧林匹克體育中心體育場     | 因2019冠状病毒病疫情而延期至2023年9月7-10日 |
| 15   | 2020年5月9日   | 中国大陆   | 太原     | 山西體育中心紅燈籠體育場       | 因2019冠状病毒病疫情而延期至2023年9月21-24日 |
| 16   | 2020年5月10日  | 中国大陆   | 太原     | 山西體育中心紅燈籠體育場       | 因2019冠状病毒病疫情而延期至2023年9月21-24日 |
| 17   | 2020年5月23日  | 中国大陆   | 福州     | 福州海峽奧林匹克體育中心體育場 | 因2019冠状病毒病疫情而延期至2024年5月16-19日 |
| 18   | 2020年5月24日  | 中国大陆   | 福州     | 福州海峽奧林匹克體育中心體育場 | 因2019冠状病毒病疫情而延期至2024年5月16-19日 |
| 19   | 2020年7月18日  | 中国大陆   | 呼和浩特 | 呼和浩特體育場                 | 因2019冠状病毒病疫情而延期至2023年8月17-20日 |
| 20   | 2020年7月19日  | 中国大陆   | 呼和浩特 | 呼和浩特體育場                 | 因2019冠状病毒病疫情而延期至2023年8月17-20日 |

## 表演曲目
嘉年華2019-2020場次曲目：
1. 半獸人 

2. 本草綱目 

3. 不愛我就拉倒 

4. 一路向北 

5. 煙花易冷 

6. 上海一九四三（第一場）/ 暗號（第二至四場） 

7. 簡單愛 

8. 夜的第七章 

9. 威廉古堡 

10. 就當你離開的時候（柯有倫、Gary、小麥）+聽見下雨的聲音 
 
11. 藉口（第一場）/ 給我一首歌的時間（第二至四場） 

12. 世界末日（第四場，林更新點歌） 

13. 說好不哭 

14. 忍者（舞蹈）
 
15. 紅塵客棧 

16. 千里之外 

17. 愛在西元前 

18. 園遊會 

19. 晴天 

20. 牛仔很忙 

21. 軌跡 

選號點歌（過場） 

22. 彩虹（第一場、第三場至第四場）/ 稻香（第二場） 

23. 聽媽媽的話（第四場） 

24. 淘汰+夏天的風+熱帶雨林+如果你也聽說+我愛的人 

25. 免費教學錄影帶 
 
26. 雙截棍（樂隊介紹） 

27. 告白氣球 

28. 開不了口+等你下課 

1. 半獸人 

2. 本草綱目 

3. 不愛我就拉倒 

4. 一路向北 

5. 煙花易冷 

6. 暗號 

7. 簡單愛 

8. 夜的第七章 

9. 威廉古堡 

10. 就當你離開的時候（柯有倫、Gary、小麥）+聽見下雨的聲音 
 
11. 給我一首歌的時間 

12. 說好不哭 

13. 忍者（舞蹈）
 
14. 紅塵客棧 

15. 千里之外 

16. 愛在西元前 

17. 園遊會 

18. 晴天 

19. 牛仔很忙 

20. 軌跡 

選號點歌（過場） 

21. 彩虹 

22. 淘汰+夏天的風+熱帶雨林+如果你也聽說+我愛的人 

23. 免費教學錄影帶 
 
24. 雙截棍（樂隊介紹） 

25. 告白氣球 

Encore 

26. 霍元甲 

27. 開不了口+等你下課 

1. 半獸人 

2. 本草綱目 

3. 不愛我就拉倒 

4. 一路向北 

5. 煙花易冷 

6. 暗號 

7. 簡單愛 

8. 夜的第七章 

9. 威廉古堡 

10. 就當你離開的時候（柯有倫、Gary、小麥）+聽見下雨的聲音 
 
11. 給我一首歌的時間 

12. 說好不哭 

13. 霍元甲 
 
14. 紅塵客棧 

15. 千里之外 

16. 愛在西元前 

17. 園遊會 

18. 晴天 

19. 牛仔很忙 

20. 軌跡 

選號點歌（過場） 

21. 稻香（第一場）/ 彩虹（第二場） 

22. 淘汰+夏天的風+熱帶雨林+如果你也聽說+我愛的人 

23. 免費教學錄影帶 
 
24. 雙截棍（樂隊介紹） 

25. 告白氣球 

Encore 

26. 青花瓷 

27. 開不了口+等你下課 

1. 半獸人 

2. 本草綱目 

3. 不愛我就拉倒 

4. 一路向北 

5. 煙花易冷 

6. 暗號 

7. 簡單愛 

8. 夜的第七章 

9. 威廉古堡 

10. 就當你離開的時候（柯有倫、Gary、小麥）+聽見下雨的聲音 
 
11. 給我一首歌的時間 

12. 說好不哭 

13. 忍者（舞蹈）
 
14. 紅塵客棧 

15. 千里之外 

16. 愛在西元前 

17. 園遊會 

18. 晴天 

19. 牛仔很忙 

20. 軌跡 

選號點歌（過場） 

21. 彩虹（第一場）/ 稻香（第二場） 

22. 淘汰+夏天的風+熱帶雨林+如果你也聽說+我愛的人 

23. 免費教學錄影帶 
 
24. 雙截棍（樂隊介紹） 

25. 告白氣球 

26. 青花瓷 

27. 開不了口+等你下課 

1. 半獸人 

2. 本草綱目 

3. 不愛我就拉倒 

4. 一路向北 

5. 煙花易冷 

6. 暗號 

7. 簡單愛 

8. 夜的第七章 

9. 威廉古堡 

10. 就當你離開的時候（柯有倫、Gary、小麥）+聽見下雨的聲音 
 
11. 給我一首歌的時間 

12. 說好不哭 

13. 忍者（舞蹈）
 
14. 紅塵客棧 

15. 千里之外 

16. 愛在西元前 

17. 園遊會 

18. 晴天 

19. 牛仔很忙 

20. 軌跡 

選號點歌（過場） 

21. 彩虹（第一場）/ 稻香（第二場） 

22. 告白氣球（第二場、林更新點歌） 

23. 淘汰+夏天的風+熱帶雨林+如果你也聽說+我愛的人 

24. 免費教學錄影帶 
 
25. 雙截棍（樂隊介紹） 

26. 告白气球（第一場） 

27. 青花瓷 

28. 開不了口+等你下課 

1. 半獸人 

2. 本草綱目 

3. 不愛我就拉倒 

4. 一路向北 

5. 煙花易冷 

6. 暗號 

7. 簡單愛 

8. 夜的第七章 

9. 威廉古堡 

10. 就當你離開的時候（柯有倫、Gary、小麥）+聽見下雨的聲音 
 
11. 給我一首歌的時間 

12. 說好不哭 

13. 忍者（舞蹈）
 
14. 紅塵客棧 

15. 千里之外 

16. 愛在西元前 

17. 園遊會 

18. 晴天 

19. 牛仔很忙 

20. 軌跡 

選號點歌（過場） 

21. 彩虹（第一場）/ 稻香（第二場） 

22. 告白氣球（第二場） 

23. 淘汰+夏天的風+熱帶雨林+如果你也聽說+我愛的人 

24. 免費教學錄影帶 
 
25. 雙截棍（樂隊介紹） 

26. 告白氣球（第一場）/說好的幸福呢（第二場） 

Encore 

27. 青花瓷 

28. 開不了口+等你下課 

1. 半獸人 

2. 本草綱目 

3. 不愛我就拉倒 

4. 一路向北 

5. 青花瓷 

6. 簡單愛 

7. 夜的第七章 

8. 威廉古堡 

9. 就當你離開的時候（柯有倫、Gary、小麥）+聽見下雨的聲音 
 
10. 給我一首歌的時間 

11. 說好不哭 

12. 紅塵客棧 

13. 東風破 

14. 愛在西元前 

15. 園遊會 

16. 晴天 

17. 牛仔很忙 

18. 軌跡 

選號點歌（過場） 

19. 稻香 

20. 回到過去 

21. 世界末日 

22. 免費教學錄影帶 
 
23. 雙截棍（樂隊介紹） 

24. 告白氣球 

Encore 

25. 開不了口+等你下課 

1. 半獸人 

2. 本草綱目 

3. 不愛我就拉倒 

4. 一路向北 

5. 青花瓷 

6. 簡單愛 

7. 夜的第七章 

8. 威廉古堡 

9. 就當你離開的時候（柯有倫、Gary、小麥）+聽見下雨的聲音 
 
10. 給我一首歌的時間 

11. 說好不哭 

12. 紅塵客棧 

13. 東風破 

14. 愛在西元前 

15. 園遊會 

16. 晴天 

17. 牛仔很忙 

18. 軌跡 

選號點歌（過場） 

19. 稻香 

20. 淘汰+夏天的風+熱帶雨林+如果你也聽說+我愛的人 
 
21. 免費教學錄影帶 
 
22. 雙截棍（樂隊介紹） 

23. 告白氣球 

Encore 

24. 開不了口+等你下課 

嘉年華2022-2024場次曲目：
1. 半獸人 

2. 本草綱目 

3. 斷了的弦 

4. 我落淚情緒零碎 

5. 青花瓷 

6. 簡單愛 

7. 夜的第七章 

8. 威廉古堡 

9. 就當你離開的時候（柯有倫）+錯過的煙火 

10. 給我一首歌的時間 
 
11. 楓+安靜 

12. 不能說的秘密（曹杨） 

13. 微光（曹楊） 

14. 紅塵客棧（古箏）+千里之外 

15. 紅顏如霜 

16. 愛在西元前 

17. 園遊會+倒影 

18. 晴天 

19. 牛仔很忙 

選號點歌（過場） 

20. 彩虹 

21. 祝我生日快樂+落雨聲+連名帶姓+說愛你+粉色海洋（第一場）/ 祝我生日快樂+連名帶姓+說愛你+粉色海洋（第二場） 
 
22. Mojito 

23. 前世情人（和聲老師）+雙截棍（樂隊介紹） 

24. 鬥牛 

25. 告白氣球 

Encore 

26. 等你下課 

27. 開不了口 

1. 半獸人 

2. 本草綱目 

3. 斷了的弦 

4. 我落淚情緒零碎 

5. 青花瓷 

6. 簡單愛 

7. 夜的第七章 

8. 威廉古堡 

9. 就當你離開的時候（柯有倫）+錯過的煙火 

10. 給我一首歌的時間 
 
11. 楓+安靜 

12. 不能說的秘密（曹杨） 

13. 微光（曹楊） 

14. 紅塵客棧 

15. 東風破 

16. 紅顏如霜 

17. 愛在西元前 

18. 園遊會+倒影 

19. 晴天 

20. 牛仔很忙 

21. 軌跡
選號點歌（過場） 

22. 彩虹 

23. 祝我生日快樂+連名帶姓+說愛你+粉色海洋 
 
24. Mojito 

25. 前世情人（和聲老師）+雙截棍（樂隊介紹） 

26. 鬥牛 

27. 告白氣球 

Encore 1 

28. 等你下課 

29. 開不了口 

Encore 2 

30. 說好的幸福呢 

31. 龍捲風 

32. 稻香 

33. 說好不哭 

點歌環節 

34. 七里香 

1. 半獸人 

2. 本草綱目 

3. 斷了的弦 

4. 我落淚情緒零碎 

5. 青花瓷 

6. 簡單愛 

7. 夜的第七章 

8. 威廉古堡 

9. 零（柯有倫）+困獸之鬥 

10. 給我一首歌的時間 
 
11. 楓+安靜 

12. 紅塵客棧 

13. 東風破 

14. 紅顏如霜 

15. 愛在西元前 

16. 園遊會+倒影 

17. 晴天 

18. 牛仔很忙 

19. 軌跡 

選號點歌（過場） 

20. 彩虹 

21. 祝我生日快樂+連名帶姓+說愛你+粉色海洋 

22. Mojito 

23. 前世情人（和聲老師）+雙截棍（樂隊介紹） 

24. 鬥牛 

25. 告白氣球 

Encore 1 

26. 等你下課 

27. 開不了口 

Encore 2 

28. 說好的幸福呢 

29. 稻香 

點歌環節 

30. 七里香 

Encore 3 

31. 明明就 

32. 夜曲 

1. 半獸人 

2. 本草綱目 

3. 斷了的弦 

4. 我落淚情緒零碎 

5. 青花瓷 

6. 簡單愛 

7. 夜的第七章 

8. 威廉古堡 

9. 零（柯有倫） 

10. 龍捲風 

11. 給我一首歌的時間 
 
12. 楓+安靜 

13. 不能說的秘密（曹杨） 

14. 微光（曹楊） 

15. 紅塵客棧 

16. 東風破 

17. 紅顏如霜 

18. 愛在西元前 

19. 園遊會+倒影 

20. 晴天 

21. 牛仔很忙 

22. 軌跡 

選號點歌（過場） 

23. 彩虹 

24. 祝我生日快樂+連名帶姓+說愛你+粉色海洋 

25. Mojito  

26. 前世情人（和聲老師）+雙截棍（樂隊介紹） 

27. 鬥牛 

28. 告白氣球 

Encore 

29. 等你下課 

30. 開不了口 

31. 獻世 

32. 說好的幸福呢 

點歌環節 

33. 七里香 

1. 半獸人 

2. 本草綱目 

3. 斷了的弦 

4. 我落淚情緒零碎 

5. 青花瓷 

6. 簡單愛 

7. 夜的第七章 

8. 威廉古堡 

9. 零（柯有倫） 

10. 龍捲風 

11. 給我一首歌的時間 
 
12. 楓+安靜 

13. 不能說的秘密（曹楊） 

14. 你说你还不了（曹楊） 

15. 紅塵客棧 

16. 東風破 

17. 紅顏如霜 

18. 愛在西元前 

19. 園遊會+倒影 

20. 晴天 

21. 牛仔很忙 

22. 軌跡 

選號點歌（過場） 

23. 彩虹 

24. 祝我生日快樂+連名帶姓+說愛你+粉色海洋 

25. Mojito  

26. 前世情人（和聲老師）+雙截棍（樂隊介紹） 

27. 鬥牛 

28. 告白氣球 

Encore 

29. 等你下課 

30. 開不了口 

31. 世界末日 

32. 稻香 

33. 獻世 

點歌環節 

34. 七里香 

1. 半獸人 

2. 本草綱目 

3. 斷了的弦 

4. 我落淚情緒零碎 

5. 青花瓷 

6. 簡單愛 

7. 夜的第七章 

8. 威廉古堡 

9. 零（柯有倫） 

10. 龍捲風 

11. 給我一首歌的時間 
 
13. 楓+安靜 

13. 不能說的秘密（曹楊） 

14. 你说你还不了（曹楊） 

15. 紅塵客棧 

16. 東風破 

17. 紅顏如霜 

18. 愛在西元前 

19. 園遊會+倒影 

20. 晴天 

21. 牛仔很忙 

22. 軌跡 

選號點歌（過場） 

23. 彩虹 

24. 浪漫手機+說愛你+粉色海洋 

25. Mojito 

26. 前世情人（和聲老師）+雙截棍（樂隊介紹） 

27. 鬥牛 

28. 告白氣球 

Encore 

29. 等你下課 

30. 開不了口 

31. 最長的電影 

32. 獻世 

點歌環節 

33. 稻香 

34. 夜曲 

35. 七里香 

1. 半獸人 

2. 本草綱目 

3. 斷了的弦 

4. 我落淚情緒零碎 

5. 青花瓷 

6. 簡單愛 

7. 夜的第七章 

8. 威廉古堡 

9. 零（柯有倫） 

10. 龍捲風 

11. 給我一首歌的時間 
 
12. 明明就（第四場、容祖兒、蔡卓妍點歌） 

13. 楓+安靜 

14. 不能說的秘密（曹楊） 

15. 你说你还不了（曹楊）（第四場）/ 微光（曹楊）（第五場） 

16. 紅塵客棧 

17. 東風破 

18. 紅顏如霜 

19. 愛在西元前 

20. 園遊會+倒影 

21. 晴天 

22. 牛仔很忙 

23. 軌跡 

選號點歌（過場） 

24. 彩虹 

25. 星晴+浪漫手機+說愛你+粉色海洋 

26. Mojito 

27. 前世情人（和聲老師）+雙截棍（樂隊介紹） 

28. 鬥牛 

29. 告白氣球 

Encore 

30. 等你下課 

31. 開不了口 

點歌環節 

32. 七里香 

1. 半獸人 

2. 本草綱目 

3. 斷了的弦 

4. 我落淚情緒零碎 

5. 楓+安靜 

6. 簡單愛（第六場）/ 千里之外（第七場） 

7. 夜的第七章 

8. 威廉古堡 

9. 零（柯有倫） 

10. 給我一首歌的時間 
 
11. 最偉大的作品（with陳銳演奏）
 
12. Green Hornet Theme（第七場、陳銳演奏）
 
13. 青花瓷（with陳銳演奏） 

14. 不能說的秘密（曹楊） 

15. 你说你还不了（曹楊） 

16. 紅塵客棧 

17. 東風破 

18. 紅顏如霜 

19. 愛在西元前 

20. 園遊會+倒影 

21. 晴天 

22. 牛仔很忙 

23. 軌跡 

選號點歌（過場） 

24. 彩虹 

25. 星晴+浪漫手機+說愛你+粉色海洋 

26. Mojito 

27. 前世情人（和聲老師）+雙截棍（樂隊介紹） 

28. 鬥牛 

29. 告白氣球 

Encore 

30. 等你下課 

31. 開不了口 

點歌環節 

32. 七里香 

1. 半獸人 

2. 本草綱目 

3. 說好不哭 

4. 我落淚情緒零碎 

5. 青花瓷 

6. 簡單愛 

7. 夜的第七章 

8. 威廉古堡 

9. 零（柯有倫） 

10. 稻香（第一至二場）/ 龍捲風（第三至四場） 

11. 給我一首歌的時間 
 
12. 楓+安靜 

13. 不能說的秘密（曹杨） 

14. 微光（曹楊）（第一、第三至四場）/ 你說你還不了（第二場） 

15. 紅塵客棧 

16. 東風破 

17. 紅顏如霜 

18. 愛在西元前 

19. 園遊會+倒影 

20. 晴天 

21. 牛仔很忙 

22. 軌跡 

選號點歌（過場） 

23. 彩虹 

24. 星晴+浪漫手機+說愛你+粉色海洋 

25. Mojito  

26. 前世情人（和聲老師）+雙截棍（樂手介紹） 

27. 鬥牛 

28. 告白氣球 

Encore 

29. 等你下課 

30. 開不了口 

點歌環節 

31. 七里香 

1. 半獸人 

2. 本草綱目 

3. 說好不哭 

4. 我落淚情緒零碎 

5. 青花瓷 

6. 簡單愛 

7. 夜的第七章 

8. 威廉古堡 

9. 零（柯有倫） 

10. 稻香 

11. 給我一首歌的時間 
 
12. 楓+安靜 

13. 不能說的秘密（曹杨） 

14. 微光（曹楊） 

15. 東風破 

16. 紅顏如霜 

17. 愛在西元前 

18. 園遊會+倒影 

19. 晴天 

20. 牛仔很忙 

選號點歌（過場） 

21. 彩虹 

22. 星晴+浪漫手機+說愛你+粉色海洋 

23. Mojito  

24. 前世情人（和聲老師）+雙截棍（樂手介紹） 

25. 鬥牛 

26. 告白氣球 

Encore 

27. 等你下課 

28. 開不了口 

點歌環節 

29. 七里香 

1. 半獸人 

2. 本草綱目 

3. 說好不哭 

4. 我落淚情緒零碎 

5. 青花瓷 

6. 簡單愛 

7. 夜的第七章 

8. 威廉古堡 

9. 零（柯有倫） 

10. 龍捲風 

11. 給我一首歌的時間 
 
12. 楓+安靜 

13. 不能說的秘密（曹杨） 

14. 微光（曹楊） 

15. 東風破 

16. 紅顏如霜 

17. 愛在西元前 

18. 園遊會+倒影 

19. 晴天 

20. 牛仔很忙 

選號點歌（過場） 

21. 稻香+热带雨林 

22. Mojito  

23. 前世情人（和聲老師）+雙截棍（樂手介紹） 

24. 鬥牛 

25. 告白氣球 

Encore 

26. 等你下課 

27. 開不了口 

點歌環節 

28. 七里香 

1. 半獸人 

2. 本草綱目 

3. 說好不哭 

4. 我落淚情緒零碎 

5. 青花瓷 

6. 簡單愛 

7. 夜的第七章 

8. 威廉古堡 

9. 零（柯有倫） 

10. 龍捲風 

11. 給我一首歌的時間 
 
12. 楓+安靜 

13. 不能說的秘密（曹杨） 

14. 微光（曹楊） 

15. 紅塵客棧 

16. 東風破 

17. 紅顏如霜 

18. 愛在西元前 

19. 園遊會+倒影 

20. 晴天 

21. 牛仔很忙 

22. 軌跡 

選號點歌（過場） 

23. 稻香+热带雨林 

24. Mojito  

25. 前世情人（和聲老師）+雙截棍（樂手介紹） 

26. 鬥牛 

27. 告白氣球 

Encore 

28. 等你下課 

29. 開不了口 

點歌環節 

30. 七里香 

1. 半獸人 

2. 本草綱目 

3. 說好不哭 

4. 我落淚情緒零碎 

5. 青花瓷 

6. 簡單愛 

7. 夜的第七章 

8. 威廉古堡 

9. 零（柯有倫） 

10. 龍捲風 

11. 給我一首歌的時間 
 
12. 楓+安靜 

13. 不能說的秘密（曹楊） 

14. 微光（曹楊） 

15. 紅塵客棧 

16. 東風破 

17. 紅顏如霜 

18. 愛在西元前 

19. 園遊會+倒影 

20. 晴天 

21. 牛仔很忙 

22. 軌跡 

選號點歌（過場） 

23. 稻香+熱帶雨林 

24. Mojito 

25. 前世情人（和聲老師）+雙截棍（樂手介紹） 

26. 鬥牛 

27. 告白氣球 

Encore 

28. 等你下課 

29. 開不了口 

點歌環節 

30. 七里香 

1. 說好不哭 

2. 我落淚情緒零碎 

3. 青花瓷 

4. 簡單愛 

5. 夜的第七章 

6. 威廉古堡 

7. 零（柯有倫） 

8. 龍捲風 

9. 給我一首歌的時間 
 
10. 楓+安靜 

11. 不能說的秘密（曹楊） 

12. 微光（曹楊） 

13. 走散（曹楊） 

14. 紅塵客棧 

15. 東風破 

16. 紅顏如霜 

17. 愛在西元前 

18. 園遊會+倒影 

19. 晴天 

20. 牛仔很忙 

21. 軌跡 

選號點歌（過場） 

22. 稻香+熱帶雨林 

23. Mojito 

24. 前世情人（和聲老師）+雙截棍（樂手介紹） 

25. 鬥牛 

26. 告白氣球 

Encore 

27. 等你下課 

28. 開不了口 

點歌環節 

29. 七里香 

1. 斷了的弦 

2. 我落淚情緒零碎 

3. 青花瓷 

4. 簡單愛 

5. 夜的第七章 

6. 威廉古堡 

7. 零（柯有倫） 

8. 龍捲風 

9. 給我一首歌的時間 
 
10. 千里之外（與成龍合唱） 

11. 聽媽媽的話（與成龍合唱） 

12. 安靜 

13. 不能說的秘密（曹楊） 

14. 微光（曹楊） 

15. 紅塵客棧 

16. 東風破 

17. 愛在西元前 

18. 園遊會+倒影 

19. 晴天 

20. 牛仔很忙 

21. 軌跡 

選號點歌（過場） 

22. 稻香+熱帶雨林 

23. Mojito 

24. 前世情人（和聲老師）+雙截棍（樂手介紹） 

25. 鬥牛 

26. 告白氣球 

Encore 

27. 等你下課 

28. 開不了口 

點歌環節 

29. 七里香 

1. 半獸人 

2. 本草綱目 

3. 說好不哭 

4. 我落淚情緒零碎 

5. 煙花易冷 

6. 簡單愛 

7. 夜的第七章 

8. 威廉古堡 

9. 零（柯有倫） 

10. 龍捲風 

11. 给我一首歌的时间 
 
12. 楓+安靜 

13. 不能說的秘密（曹楊） 

14. 微光（曹楊） 

15. 紅塵客棧 

16. 東風破 

17. 紅顏如霜 

18. 愛在西元前 

19. 園遊會+倒影 

20. 晴天 

21. 牛仔很忙 

22. 軌跡 

選號點歌（過場） 

23. 稻香+熱帶雨林 

24. Mojito 

25. 前世情人（和聲老師）+雙截棍（樂手介紹） 

26. 鬥牛 

27. 告白氣球 

Encore 

28. 等你下課 

29. 最偉大的作品+夜曲（with郎朗） 

30. Can You Feel the Love Tonight （郎朗） 

31. 青花瓷（with郎朗） 

點歌環節 

32. 七里香 

1. 半獸人 

2. 本草綱目 

3. 說好不哭 

4. 我落淚情緒零碎 

5. 青花瓷 

6. 簡單愛 

7. 夜的第七章 

8. 威廉古堡 

9. 零（柯有倫） 

10. 龍捲風 

11. 給我一首歌的時間（第一至二場）/ 超人不會飛（第三場）/ 你聽得到（第四場） 
 
12. 上海一九四三（第一場）/ 黑色毛衣（第二至四場） 

13. 不能說的秘密（曹楊） 

14. 趕不走的你（曹楊） 

15. 紅塵客棧 

16. 東風破 

17. 紅顏如霜 

18. 愛在西元前 

19. 園遊會+倒影 

20. 晴天 

21. 牛仔很忙 

22. 軌跡 

選號點歌（過場） 

23. 稻香+熱帶雨林 

24. Mojito 

25. 前世情人（和聲老師）+雙截棍（樂手介紹） 

26. 鬥牛 

27. 告白氣球 

Encore 

28. 等你下課 

29. 開不了口 

點歌環節 

30. 七里香 

1. 半獸人 

2. 本草綱目 

3. 說好不哭 

4. 我落淚情緒零碎 

5. 青花瓷 

6. 簡單愛 

7. 夜的第七章 

8. 威廉古堡 

9. 零（柯有倫） 

10. 龍捲風 

11. 给我一首歌的时间 
 
12. 楓+安靜（第一場）/ 說好的幸福呢（第二場） 

13. 不能說的秘密（曹楊） 

14. 趕不走的你（曹楊） 

15. 紅塵客棧 

16. 東風破 

17. 紅顏如霜 

18. 愛在西元前 

19. 園遊會+倒影 

20. 晴天 

21. 牛仔很忙 

22. 軌跡 

選號點歌（過場） 

23. 稻香+熱帶雨林 

24. Mojito 

25. 前世情人（和聲老師）+雙截棍（樂手介紹） 

26. 鬥牛 

27. 告白氣球 

Encore 

28. 等你下課 

29. 開不了口 

點歌環節 

30. 七里香 

1. 半獸人（倫敦） 

2. 本草綱目 

3. 說好不哭 

4. 我落淚情緒零碎 

5. 青花瓷 

6. 簡單愛 

7. 夜的第七章 

8. 威廉古堡 

9. 零（柯有倫） 

10. 龍捲風 

11. 給我一首歌的時間（倫敦）/ 安靜（巴黎） 
 
12. 聖誕星 

13. 楓（巴黎） 

14. 不能說的秘密（曹楊） 

15. 趕不走的你（曹楊） 

16. 紅塵客棧（古箏） 

17. 東風破 

18. 紅顏如霜 

19. 愛在西元前 

20. 園遊會+倒影 

21. 晴天 

22. 牛仔很忙 

23. 軌跡 

選號點歌（過場） 

24. 稻香+熱帶雨林 

25. Mojito 

26. 前世情人（和聲老師）+雙截棍（樂手介紹） 

27. 鬥牛 

28. 告白氣球 

Encore 

29. 等你下課 

30. 開不了口 

31. 世界末日 

32. 一路向北 

33. 花海 

34. 蒲公英的約定 

點歌環節 

35. 陽光宅男（巴黎）

36. 七里香 

1. 說好不哭 

2. 我落淚情緒零碎 

3. 青花瓷 

4. 簡單愛 

5. 夜的第七章 

6. 威廉古堡 

7. 零（柯有倫） 

8. 龍捲風 

9. 安靜 
 
10. 聖誕星 

11. 不能說的秘密（曹楊） 

12. 趕不走的你（曹楊） 

13. 紅塵客棧（古箏） 

14. 東風破 

15. 紅顏如霜 

16. 愛在西元前 

17. 園遊會+倒影 

18. 晴天 

19. 牛仔很忙 

20. 軌跡 

選號點歌（過場） 

21. 稻香+熱帶雨林 

22. Mojito 

23. 前世情人（和聲老師）+雙截棍（樂手介紹） 

24. 鬥牛 

25. 告白氣球 

Encore 

26. 等你下課 

27. 開不了口 

28. 世界末日 

29. 一路向北 

30. 花海 

31. 蒲公英的約定 

點歌環節 

32. 陽光宅男 

33. 七里香 

嘉年華Part2場次曲目：
1. 黃金甲 

2. 本草綱目 

3. 我不配 

4. 我落淚情緒零碎 

5. 青花瓷 

6. 簡單愛 

7. 夜的第七章 

8. 威廉古堡 

9. 哭笑不得（柯有倫）+最後的戰役 

10. 花海 
 
11. 最長的電影 

12. 最後一次心碎（派偉俊） 

13. Don't Wanna Lie（派偉俊） 

14. Can‘t Die R（派偉俊） 

15. 紅塵客棧 

16. 爺爺泡的茶 

17. 紅顏如霜 

18. 可愛女人 

19. 園遊會+倒影 

20. 晴天 

21. 牛仔很忙 

22. 軌跡 

選號點歌（過場） 

23. 稻香+熱帶雨林 

24. Mojito 

25. 前世情人（和聲老師）+雙截棍（樂手介紹） 

26. 鬥牛 

27. 告白氣球 

Encore 

28. 聽見下雨的聲音 

29. 開不了口 

點歌環節 

30. 陽光宅男 

31. 七里香 

1. 黃金甲 

2. 本草綱目 

3. 我不配 

4. 我落淚情緒零碎 

5. 青花瓷 

6. 簡單愛 

7. 夜的第七章 

8. 威廉古堡 

9. 哭笑不得（柯有倫）+最後的戰役 

10. 花海 
 
11. 最長的電影 

12. 不能說的秘密（曹楊） 

13. 微光（曹楊） 

14. 紅塵客棧 

15. 東風破（第一場）/ 爺爺泡的茶（第二場） 

16. 紅顏如霜 

17. 可愛女人 

18. 園遊會+倒影 

19. 晴天 

20. 牛仔很忙 

21. 軌跡 

選號點歌（過場） 

22. 彩虹（第一場）/ 稻香+熱帶雨林（第二場） 

23. 稻香（第一場）（與Mark Balas合唱）/ 安靜（第二場）（與Mark Balas合唱） 

24. Mojito 

25. 前世情人（和聲老師）+雙截棍（樂手介紹） 

26. 鬥牛 

27. 告白氣球 

Encore 

28. 聽見下雨的聲音 

29. 開不了口 

點歌環節 

30. 陽光宅男 

31. 七里香 

1. 黃金甲 

2. 本草綱目 

3. 我不配（第一場）/ 說好不哭（第二場） 

4. 我落淚情緒零碎 

5. 青花瓷 

6. 簡單愛 

7. 夜的第七章 

8. 威廉古堡 

9. 哭笑不得（柯有倫）+最後的戰役 

10. 花海 
 
11. 最長的電影 

12. 不能說的秘密（曹楊） 

13. 微光（曹楊） 

14. 3AM（派偉俊）（第一場） 
 
15. 紅塵客棧 

16. 東風破 

17. 紅顏如霜 

18. 可愛女人 

19. 園遊會+倒影 

20. 晴天 

21. 牛仔很忙 

22. 軌跡 

選號點歌（過場） 

23. 稻香+熱帶雨林 

24. Mojito 

25. 前世情人（和聲老師）+雙截棍（樂手介紹） 

26. 鬥牛 

27. 告白氣球 

Encore 

28. 周大俠 

29. 等你下課 

30. 3AM（派偉俊）（第二場） 
 
點歌環節 

31. 陽光宅男 

32. 七里香 

1. 黃金甲 

2. 本草綱目 

3. 說好不哭 

4. 我落淚情緒零碎 

5. 青花瓷 

6. 簡單愛 

7. 夜的第七章 

8. 威廉古堡 

9. 哭笑不得（柯有倫）+最後的戰役 

10. 花海 
 
11. 最長的電影（第一至二場）/ 安靜（第三場） 

12. 不能說的秘密（曹楊） 

13. 慢慢忘记你是谁（曹楊）／ 趕不走的你（曹楊）／ 微光（曹楊） 

14. 紅塵客棧 

15. 爺爺泡的茶（第一場）/ 東風破（第二至三場） 

16. 紅顏如霜 

17. 可愛女人 

18. 園遊會+倒影 

19. 晴天 

20. 牛仔很忙 

21. 軌跡 

選號點歌（過場） 

22. 稻香+熱帶雨林 

23. Mojito 

24. 前世情人（和聲老師）+雙截棍（樂手介紹） 

25. 鬥牛 

26. 告白氣球 

Encore 

27. 聽見下雨的聲音（第一至二場）/ 說好的幸福呢（第三場） 

28. 開不了口 

點歌環節 

29. 陽光宅男 

30. 七里香 

1. 黃金甲 

2. 本草綱目 

3. 說好不哭 

4. 我落淚情緒零碎 

5. 青花瓷 

6. 簡單愛 

7. 夜的第七章 

8. 威廉古堡 

9. 哭笑不得（柯有倫）+最後的戰役 

10. 花海 
 
11. 安靜 

12. 不能說的秘密（曹楊） 

13. 微光（曹楊） 

14. 紅塵客棧 

15. 東風破 

16. 紅顏如霜 

17. 可愛女人 

18. 園遊會+倒影 

19. 晴天 

20. 牛仔很忙 

21. 軌跡 

選號點歌（過場） 

22. 稻香+熱帶雨林 

23. Mojito 

24. 前世情人（和聲老師）+雙截棍（樂手介紹） 

25. 鬥牛 

26. 告白氣球 

Encore 

27. 龍捲風 

28. 開不了口 

29. 天涯過客（方文山點歌） 

點歌環節 

30. 陽光宅男 

31. 七里香 

1. 黃金甲 

2. 本草綱目 

3. 說好不哭 

4. 我落淚情緒零碎 

5. 青花瓷 

6. 簡單愛 

7. 夜的第七章 

8. 威廉古堡 

9. 哭笑不得（柯有倫）+最後的戰役 

10. 世界末日（第一至三場）/ 花海（第四場）
 
11. 安靜 

12. 不能說的秘密（曹楊） 

13. 想你就寫信（曹楊） 
 
14. 紅塵客棧（古箏）+千里之外 

15. 爺爺泡的茶 

16. 可愛女人 

17. 園遊會+倒影 

18. 晴天 

19. 牛仔很忙 

20. 軌跡 

選號點歌（過場） 

21. 稻香+熱帶雨林 

22. Mojito 

23. 前世情人（和聲老師）+雙截棍（樂手介紹） 

24. 鬥牛 

25. 告白氣球 

Encore 

26. 龍捲風（第一場）/ 她的睫毛（第二至四場） 

27. 開不了口 

點歌環節 

28. 陽光宅男（第二至四場） 

29. 七里香 

1. 黃金甲 

2. 本草綱目 

3. 說好不哭 

4. 我落淚情緒零碎 

5. 青花瓷 

6. 簡單愛 

7. 夜的第七章 

8. 威廉古堡 

9. 哭笑不得（柯有倫）+最後的戰役 

10. 花海 
 
11. 安靜（第一至二場）/ 最長的電影（第四場） 

12. 不能說的秘密（曹楊） 

13. 想你就寫信（曹楊） 
 
14. 紅塵客棧 

15. 東風破（第一至二場） 

16. 紅顏如霜 

17. 可愛女人 

18. 園遊會+倒影 

19. 晴天 

20. 牛仔很忙 

21. 軌跡 

選號點歌（過場） 

22. 稻香+熱帶雨林 

23. Mojito 

24. 前世情人（和聲老師）+雙截棍（樂手介紹） 

25. 鬥牛 

26. 告白氣球 

Encore 

27. 她的睫毛 

28. 開不了口 

點歌環節 

29. 陽光宅男 

30. 七里香 

1. 黃金甲 

2. 本草綱目 

3. 說好不哭 

4. 我落淚情緒零碎 

5. 青花瓷 

6. 簡單愛 

7. 夜的第七章 

8. 威廉古堡 

9. 哭笑不得（柯有倫）+最後的戰役 

10. 花海 
 
11. 安靜 

12. 不能說的秘密（曹楊） 

13. 想你就寫信（曹楊） 
 
14. 紅塵客棧 

15. 爺爺泡的茶 

16. 紅顏如霜 

17. 可愛女人 

18. 園遊會+倒影 

19. 晴天 

20. 牛仔很忙 

21. 軌跡 

選號點歌（過場） 

22. 稻香 （與王俊凱合唱） 

23. 彩虹（與王俊凱合唱） 
 
24. 星晴（與王俊凱合唱） 
 
25. Mojito 

26. 前世情人（和聲老師）+雙截棍（樂手介紹） 

27. 鬥牛 

28. 告白氣球 

Encore 

29. 她的睫毛 

30. 開不了口 

點歌環節 

31. 陽光宅男 

32. 七里香 

1. 陽光宅男 

2. 說好不哭 

3. 我落淚情緒零碎 

4. 青花瓷 

5. 簡單愛 

6. 夜的第七章 

7. 威廉古堡 

8. 哭笑不得（柯有倫）+最後的戰役 

9. 花海 
 
10. 安靜（第一場）/ 最長的電影（第二場） 

11. 不能說的秘密（曹楊）

12. 想你就寫信（曹楊） 

13. 紅塵客棧 

14. 紅顏如霜 

15. 可愛女人 

16. 園遊會+倒影 

17. 晴天 

18. 牛仔很忙 

19. 軌跡 

選號點歌（過場） 

20. 稻香+熱帶雨林 

21. Mojito 

22. 前世情人（和聲老師）+雙截棍（樂手介紹） 

23. 鬥牛 

24. 告白氣球 

Encore 

25. 她的睫毛 

26. 開不了口 

點歌環節 

27. 七里香 

1. 黃金甲 

2. 本草綱目 

3. 說好不哭 

4. 我落淚情緒零碎 

5. 青花瓷 

6. 簡單愛 

7. 夜的第七章 

8. 威廉古堡 

9. 哭笑不得（柯有倫）+最後的戰役 

10. 花海 
 
11. 龍捲風（第三場）/ 世界末日（第四場） 

12. 不能說的秘密（曹楊） 

13. 微光（曹楊） 
 
14. 紅塵客棧 

15. 紅顏如霜 

16. 可愛女人 

17. 園遊會+倒影 

18. 晴天 

19. 牛仔很忙 

20. 軌跡 

選號點歌（過場） 

21. 稻香+熱帶雨林 

22. Mojito 

23. 前世情人（和聲老師）+雙截棍（樂手介紹） 

24. 鬥牛（第三場）/ 聽媽媽的話（第四場） 

25. 告白氣球 

Encore 

26. 她的睫毛 

27. 開不了口 

點歌環節 

28. 陽光宅男（第四場） 

29. 七里香 

1. 黃金甲 

2. 本草綱目 

3. 說好不哭 

4. 我落淚情緒零碎 

5. 青花瓷 

6. 簡單愛 

7. 夜的第七章 

8. 威廉古堡 

9. 哭笑不得（柯有倫）+最後的戰役 

10. 龍捲風（第一場）/ 花海（第二場） 
 
11. 安靜（第一場）/ 世界末日（第二場） 

千里之外+周大俠（過場） 

12. 紅塵客棧（古箏）+千里之外（第一場）/ 紅塵客棧（演唱版）（第二場） 

13. 東風破（第二場） 

14. 爺爺泡的茶（第一場）/ 紅顏如霜（第二場） 

15. 可愛女人 

16. 園遊會+倒影 

17. 晴天 

18. 牛仔很忙 

19. 軌跡 

選號點歌（過場） 

20. 稻香+熱帶雨林 

21. Mojito 

22. 前世情人（和聲老師）+雙截棍（樂手介紹） 

23. 鬥牛 

24. 告白氣球 

Encore 

25. 她的睫毛 

26. 開不了口 

點歌環節 

27. 七里香 

1. 黃金甲 

2. 本草綱目 

3. 說好不哭 

4. 我落淚情緒零碎 

5. 青花瓷 

6. 簡單愛 

7. 夜的第七章 

8. 威廉古堡 

9. 哭笑不得（柯有倫）+最後的戰役 

10. 花海 
 
11. 世界末日（第三場）/ 最長的電影（第四場） 

12. 不能說的秘密（曹楊） 

13. 想你就寫信（曹楊） 

14. 紅塵客棧 

15. 東風破（第三場） 

16. 紅顏如霜 

17. 可愛女人 

18. 園遊會+倒影 

19. 晴天 

20. 牛仔很忙 

21. 軌跡 

選號點歌（過場） 

22. 稻香+熱帶雨林 

23. Mojito 

24. 前世情人（和聲老師）+雙截棍（樂手介紹） 

25. 鬥牛 

26. 告白氣球 

Encore 

27. 她的睫毛 

28. 開不了口 

點歌環節 

29. 陽光宅男（第四場） 

30. 七里香 

1. 黃金甲 

2. 本草綱目 

3. 說好不哭 

4. 我落淚情緒零碎 

5. 青花瓷 

6. 簡單愛 

7. 夜的第七章 

8. 威廉古堡 

9. 哭笑不得（柯有倫）+最後的戰役 

10. 花海 
 
11. 安靜（第一、三場）/ 世界末日（第二場） 

12. 不能說的秘密（曹楊） 

13. 想你就寫信（曹楊） 

14. 紅塵客棧 

15. 東風破 

16. 紅顏如霜 

17. 可愛女人 

18. 園遊會+倒影 

19. 晴天 

20. 牛仔很忙 

21. 軌跡 

選號點歌（過場） 

22. 稻香+熱帶雨林 

23. Mojito 

24. 前世情人（和聲老師）+雙截棍（樂手介紹） 

25. 鬥牛 

26. 告白氣球 

Encore 

27. 她的睫毛 

28. 開不了口 

點歌環節 

29. 陽光宅男（第三場） 

30. 七里香 

1. 黃金甲 

2. 本草綱目 

3. 說好不哭 

4. 我落淚情緒零碎 

5. 青花瓷 

6. 簡單愛 

7. 夜的第七章 

8. 威廉古堡 

9. 哭笑不得（柯有倫）+最後的戰役 

10. 花海 
 
11. 安靜 

12. 不能說的秘密（曹楊） 

13. 想你就寫信（曹楊） 

14. 紅塵客棧 

15. 東風破 

16. 紅顏如霜 

17. 可愛女人 

18. 園遊會+倒影 

19. 晴天 

20. 牛仔很忙 

21. 軌跡 

選號點歌（過場） 

22. 稻香+熱帶雨林 

23. Mojito 

24. 前世情人（和聲老師）+雙截棍（樂手介紹） 

25. 鬥牛 

26. 告白氣球 

Encore 

27. 她的睫毛 

28. 開不了口 

點歌環節 

29. 陽光宅男 

30. 七里香 

1. 黃金甲 

2. 本草綱目 

3. 說好不哭 

4. 我落淚情緒零碎 

5. 青花瓷 

6. 簡單愛 

7. 夜的第七章 

8. 威廉古堡 

9. 哭笑不得（柯有倫）+最後的戰役 

10. 花海 
 
11. 安靜 

12. I Hate Myself Sometimes（派偉俊）（第一、三場）/ 不能說的秘密（曹楊）（第四場）

13. 3AM（派偉俊）（第一、三場）/ 
想你就寫信（曹楊）（第四場） 

14. 紅塵客棧 

15. 東風破 

16. 紅顏如霜 

17. 一路向北 

18. 園遊會+倒影 

19. 晴天 

20. 牛仔很忙 

21. 軌跡 

選號點歌（過場） 

22. 稻香+回到過去+浪漫手機（第一場）/ 稻香+熱帶雨林（第三至四場） 

23. Mojito 

24. 前世情人（和聲老師）+雙截棍（樂手介紹） 

25. 鬥牛 

26. 告白氣球 

Encore 

27. 她的睫毛 

28. 開不了口 

29. 稻香（和林志穎兒子合唱）（第三場）/ 回到過去（和陳傑憲合唱）（第四場）

30. 黑色幽默（范曉萱）（第三場）/ 你不是真正的快樂（和五月天合唱）（第四場）

31. 世界末日（和劉耕宏+鐘昀呈合唱）（第三場）/ 我是如此相信（和五月天合唱）（第四場）

32. 星晴（和江蕙合唱）（第一場）/ 如果你也聽說（和張惠妹合唱）（第四場）

33. 菊花台（和江蕙合唱）（第一、三場）/ 連名帶姓（和張惠妹合唱）（第四場）

34. 煙花易冷（和江蕙合唱）（第一、三場）/ 三天三夜（張惠妹獨唱）（第四場）

點歌環節 

35. 陽光宅男（第三至四場）

36. 七里香 

1. 黃金甲 

2. 本草綱目 

3. 說好不哭 

4. 我落淚情緒零碎 

5. 青花瓷 

6. 簡單愛 

7. 夜的第七章 

8. 威廉古堡 

9. 哭笑不得（柯有倫）+最後的戰役 

10. 花海 
 
11. 安靜 

12. 不能說的秘密（曹楊）

13. 想你就寫信（曹楊）

14. 紅塵客棧 

15. 東風破 

16. 紅顏如霜 

17. 一路向北 

18. 園遊會+倒影 

19. 牛仔很忙 

20. 軌跡 

選號點歌（過場） 

21. 稻香+回到過去+浪漫手機 

22. Mojito 

23. 前世情人（和聲老師）+雙截棍（樂手介紹） 

24. 鬥牛 

25. 告白氣球 

Encore 

26. 她的睫毛 

27. 開不了口 

28. 晴天（和林書豪合唱）

29. 黑色幽默（和動力火車合唱）

30. 忠孝東路走九遍（和動力火車合唱）

31. 重傷的汗水（和動力火車合唱）

點歌環節 

32. 陽光宅男 

33. 七里香 

1. 黃金甲 

2. 本草綱目 

3. 說好不哭 

4. 我落淚情緒零碎 

5. 青花瓷 

6. 簡單愛 

7. 夜的第七章 

8. 黑色毛衣 

9. 哭笑不得（柯有倫）+最後的戰役 

10. 花海 
 
11. 安靜 

12. 不能說的秘密（曹楊） 

13. 想你就寫信（曹楊） 

14. 紅塵客棧 

15. 東風破 

16. 紅顏如霜 

17. 一路向北 

18. 園遊會+倒影 

19. 晴天 

20. 牛仔很忙 

21. 軌跡 

選號點歌（過場） 

22. 稻香+熱帶雨林 

23. Mojito 

24. 前世情人（和聲老師）+雙截棍（樂隊介紹） 

25. 鬥牛 

26. 告白氣球 

Encore 

27. 她的睫毛 

28. 開不了口 

點歌環節 

29. 陽光宅男 

30. 七里香 

1. 黃金甲 

2. 本草綱目 

3. 說好不哭 

4. 我落淚情緒零碎 

5. 青花瓷 

6. 簡單愛 

7. 夜的第七章 

8. 威廉古堡 

9. 哭笑不得（柯有倫）+最後的戰役 

10. 花海 
 
11. 安靜（第一至二場）/ 龍捲風+安靜（第三場） 

12. 不能說的秘密（曹楊） 

13. 想你就寫信（曹楊） 

14. 紅塵客棧 

15. 東風破 

16. 紅顏如霜 

17. 一路向北 

18. 園遊會+倒影 

19. 晴天 

20. 牛仔很忙（第一場） 

21. 軌跡 

選號點歌（過場） 

22. 稻香+熱帶雨林 

23. Mojito 

24. 前世情人（和聲老師）+雙截棍（樂手介紹） 

25. 鬥牛 

26. 告白氣球 

Encore 

27. 她的睫毛 

28. 開不了口 

點歌環節 

29. 陽光宅男（第三場） 

30. 七里香 

1. 黃金甲 

2. 本草綱目 

3. 說好不哭 

4. 我落淚情緒零碎 

5. 青花瓷 

6. 簡單愛 

7. 夜的第七章 

8. 威廉古堡 

9. 哭笑不得（柯有倫）+最後的戰役 

10. 花海 
 
11. 安靜（第一、三場）/ 龍捲風+安靜（第二場） 

12. 最後一次心碎（派偉俊） 

13. 3AM（派偉俊） 

14. 紅塵客棧 

15. 東風破（第一、三場） 

16. 紅顏如霜 

17. 一路向北 

18. 園遊會+倒影 

19. 晴天 

20. 軌跡 

選號點歌（過場） 

21. 稻香+熱帶雨林 

22. Mojito 

23. 前世情人（和聲老師）+雙截棍（樂手介紹） 

24. 鬥牛 

25. 告白氣球 

Encore 

26. 她的睫毛 

27. 開不了口 

點歌環節 

28. 陽光宅男 

29. 七里香 

1. 黃金甲 

2. 本草綱目 

3. 說好不哭 

4. 我落淚情緒零碎 

5. 青花瓷 

6. 簡單愛 

7. 夜的第七章 

8. 威廉古堡 

9. 哭笑不得（柯有倫）+最後的戰役 

10. 花海 
 
11. 安靜（第一場）/ 龍捲風+安靜（第二場）/ 世界末日（第三場） 

12. 不能說的秘密（曹楊）（第一場）/ I Hate Myself Sometimes（派偉俊）（第二至三場） 

13. 想你就寫信（曹楊）（第一場）/ 3AM（派偉俊）（第二至三場） 

14. 紅塵客棧 

15. 東風破（第一場）/ 千里之外（第二至三場） 

16. 紅顏如霜 

17. 一路向北 

18. 園遊會+倒影 

19. 晴天 

20. 軌跡 

選號點歌（過場） 

21. 稻香+熱帶雨林 

22. Mojito 

23. 前世情人（和聲老師）+雙截棍（樂手介紹） 

24. 鬥牛 

25. 告白氣球 

Encore 

26. 我是如此相信 

27. 開不了口 

28. 等你下課（和山下智久合唱）（第二場）/ 永遠愛不完（和郭富城合唱）（第三場） 

29. Loveless（山下智久獨唱）（第二場）/ 狂野之城（郭富城獨唱）（第三場） 

點歌環節 

30. 陽光宅男 

31. 七里香 

1. 黃金甲 

2. 本草綱目 

3. 說好不哭 

4. 我落淚情緒零碎 

5. 青花瓷 

6. 簡單愛 

7. 夜的第七章 

8. 威廉古堡 

9. 哭笑不得（柯有倫）+最後的戰役 

10. 花海 
 
11. 安靜（第一場）/ 龍捲風+安靜（第二場）/ 世界末日（第三場） 

12. 不能說的秘密（曹楊） 

13. 想你就寫信（曹楊） 

14. 紅塵客棧（古箏） 

15. 千里之外 

16. 紅顏如霜 

17. 一路向北 

18. 園遊會+倒影 

19. 晴天 

20. 軌跡 

選號點歌（過場） 

21. 稻香+熱帶雨林 

22. Mojito 

23. 前世情人（和聲老師）+雙截棍（樂手介紹） 

24. 鬥牛 

25. 告白氣球 

Encore 

26. 我是如此相信 

27. 開不了口 

點歌環節 

28. 陽光宅男（第三場） 

29. 七里香 

### 主歌單更迭歷史
- 2019年10月17日至2020年1月11日（演唱會第1至18場—上海站至新加坡站）：
  - 歌曲「不愛我就拉倒」、「一路向北」、「聽見下雨的聲音」、「淘汰+夏天的風+熱帶雨林+如果你也聽說+我愛的人」目前只於此階段演唱。
  - 「軌跡」的編排與2022年的版本不同。
- 2022年12月17日至2024年1月13日（演唱會的第一階段，嘉年華）：
  - 從2022年12月17日的新加坡站起至今多了曹楊演唱的「不能說的秘密」和「微光」
  - 「淘汰+夏天的風+熱帶雨林+如果你也聽說+我愛的人」改為「祝我生日快樂+連名帶姓+說愛你+粉色海洋」
  - 「不愛我就拉倒」改為「斷了的弦」
  - 「一路向北」改為「我落淚情緒零碎」（從2022年12月17日的新加坡站起至今）
  - 「聽見下雨的聲音」改為「錯過的煙火」
  - 「說好不哭」改為「楓+安靜」
  - 在馬來西亞站起再度加入點歌環節
  - 在部分場次曾演唱「龍捲風」或「稻香」
- 2024年3月2日起（演唱會的第二階段，嘉年華2）：
  - 開場歌曲「半獸人」改為「黃金甲」
  - 「斷了的弦」改為「我不配」
  - 「錯過的煙火」改為「最後的戰役」
  - 「給我一首歌的時間」改為「花海」
  - 「楓+安靜」改為「最長的電影」，部分場次「最長的電影」改為「安靜」
  - 「愛在西元前」改為「可愛女人」
  - 「說愛你+粉色海洋+mojito」改為「稻香+熱帶雨林+mojito」
  - 「祝我生日快樂+連名帶姓」刪去
- 2024年9月12日（演唱會的第二階段，嘉年華2深圳站第一場）：
  - 開場歌曲「黃金甲」改為「陽光宅男」
- 2024年12月5日（演唱會的第二階段，嘉年華2台北站第一場）：
  - 歌曲「可愛女人」改為「一路向北」
- 2025年1月4日（演唱會的第二階段，嘉年華2杜拜站第一場）：
  - 歌曲「威廉古堡」改為「黑色毛衣」

- 2019年10月17日，上海：聽媽媽的話、霍元甲、開不了口+等你下課
- 2019年10月18日，上海：彩虹、上海一九四三、開不了口+等你下課
- 2019年10月19日，上海：最長的電影、黑色幽默、上海一九四三、開不了口+等你下課
- 2019年10月20日，上海：最長的電影、明明就、上海一九四三、開不了口+等你下課
- 2019年10月26日，濟南：藉口、蒲公英的約定、最長的電影、稻香、算什麼男人、開不了口+等你下課
- 2019年10月27日，濟南：霍元甲、最後的戰役、最長的電影、稻香、黑色幽默、開不了口+等你下課
- 2019年11月2日，南京：青花瓷、最長的電影、說好的幸福呢、世界末日、算什麼男人、彩虹、開不了口+等你下課
- 2019年11月3日，南京：青花瓷、最長的電影、不能說的秘密、黑色幽默、稻香、龍捲風、明明就、開不了口+等你下課
- 2019年11月9日，長沙：青花瓷、明明就、菊花台、心雨、退後、黑色幽默、開不了口+等你下課
- 2019年11月10日，長沙：青花瓷、最長的電影、世界末日、可愛女人、黑色毛衣、說了再見、龍捲風、算什麼男人、開不了口+等你下課
- 2019年11月16日，杭州：青花瓷、最長的電影、美人魚、我不配、算什麼男人、斷了的弦、開不了口+等你下課
- 2019年11月17日，杭州：青花瓷、聽媽媽的話、可愛女人、半島鐵盒、算什麼男人、蝸牛、世界末日、白色風車、開不了口+等你下課
- 2019年11月23日，廈門：青花瓷、不能說的秘密、愛你沒差、藉口、黑色幽默、世界末日、雙人枕頭、菊花台、明明就、開不了口+等你下課
- 2019年11月24日，廈門：說好的幸福呢、青花瓷、回到過去、擱淺、髮如雪、退後、世界末日、說了再見、開不了口+等你下課
- 2019年12月29日，深圳：最長的電影、菊花台、安靜、黑色幽默、開不了口+等你下課、彩虹、明明就
- 2019年12月30日，深圳：陽光宅男、最長的電影、半島鐵盒、髮如雪、不能說的秘密、黑色幽默、說好的幸福呢、七里香、菊花台、千里之外、開不了口+等你下課
- 2020年1月10日，新加坡：回到过去、蒲公英的約定、星晴、分裂、菊花台、開不了口+等你下課
- 2020年1月11日，新加坡：黑色幽默、退後、藉口、髮如雪、明明就、安靜、開不了口+等你下課
- 2022年12月17日，新加坡：等你下課、開不了口
- 2022年12月18日，新加坡：等你下課、開不了口
- 2023年1月15日，馬來西亞：等你下課、開不了口、說好的幸福呢、龍捲風、稻香、說好不哭、七里香
- 2023年3月4日，澳洲雪梨：等你下課、開不了口、說好的幸福呢、七里香、明明就、夜曲
- 2023年5月5日，香港：等你下課、開不了口、獻世、說好的幸福呢、七里香
- 2023年5月6日，香港：等你下課、開不了口、世界末日、稻香、獻世、七里香
- 2023年5月7日，香港：等你下課、開不了口、明明就、最長的電影、稻香、夜曲、七里香
- 2023年5月10日，香港：等你下課、開不了口、分裂、七里香
- 2023年5月11日，香港：等你下課、開不了口、蒲公英的約定、說好不哭、七里香
- 2023年5月13日，香港：等你下課、開不了口、明明就、退后、七里香
- 2023年5月14日，香港：等你下課、開不了口、世界末日、蒲公英的約定、七里香
- 2023年6月29日，海口：等你下課、開不了口、回到過去、七里香
- 2023年6月30日，海口：等你下課、開不了口、七里香
- 2023年7月1日，海口：等你下課、開不了口、一點點、本草綱目、世界末日、七里香
- 2023年7月2日，海口：等你下課、開不了口、我要夏天、七里香
- 2023年8月17日，呼和浩特：等你下課、開不了口、七里香
- 2023年8月18日，呼和浩特：等你下課、開不了口、七里香
- 2023年8月19日，呼和浩特：等你下課、開不了口、一點點、七里香
- 2023年8月20日，呼和浩特：等你下課、開不了口、龍拳、蒲公英的約定、世界末日、愛的飛行日記、最長的電影、七里香
- 2023年9月7日，天津：等你下課、開不了口、一點點、蒲公英的約定、霍元甲、世界末日、七里香
- 2023年9月8日，天津：等你下課、開不了口、霍元甲、七里香
- 2023年9月9日，天津：等你下課、開不了口、一點點、明明就、花海、算什麼男人、本草綱目、回到過去、七里香
- 2023年9月10日，天津：等你下課、開不了口、世界末日、一點點、本草綱目、蒲公英的約定、霍元甲、七里香
- 2023年9月21日，太原：等你下課、最偉大的作品、狼來了、夜曲、獅子王、青花瓷、七里香
- 2023年9月22日，太原：等你下課、開不了口、一點點、蒲公英的約定、七里香
- 2023年9月23日，太原：等你下課、開不了口、世界末日、黑色幽默、一點點、心雨、大笨鐘、七里香
- 2023年9月24日，太原：等你下課、開不了口、一路向北、說了再見、說好的幸福呢、花海、明明就、聽見下雨的聲音、陽光宅男、七里香
- 2023年10月12日，上海：等你下課、開不了口、本草綱目、世界末日、七里香
- 2023年10月13日，上海：等你下課、開不了口、明明就、花海、算什麼男人、本草綱目、回到過去、七里香
- 2023年10月14日，上海：等你下課、開不了口、你聽得到、明明就、算什麼男人、周大俠、本草綱目、世界末日、愛的飛行日記、七里香
- 2023年10月15日，上海：等你下課、開不了口、世界末日、藉口、最長的電影、白色風車、本草綱目、上海一九四三、龍拳、明明就、七里香
- 2023年12月8日，曼谷：等你下課、開不了口、黑色幽默、蒲公英的約定、花海、明明就、七里香
- 2023年12月9日，曼谷：等你下課、開不了口、世界末日、藉口、最長的電影、爺爺泡的茶、花海、明明就、七里香
- 2024年1月9日，倫敦：等你下課、開不了口、世界末日、一路向北、蒲公英的約定、花海、七里香
- 2024年1月10日，倫敦：等你下課、開不了口、世界末日、一路向北、蒲公英的約定、髮如雪、花海、陽光宅男、七里香
- 2024年1月13日，巴黎：等你下課、開不了口、世界末日、一路向北、明明就、蒲公英的約定、最偉大的作品、花海、說好的幸福呢、七里香
- 2024年3月2日，澳洲雪梨：聽見下雨的聲音、開不了口、說好的幸福呢、蒲公英的約定、陽光宅男、七里香
- 2024年3月16日，墨爾本：聽見下雨的聲音、開不了口、陽光宅男、七里香
- 2024年3月17日，墨爾本：聽見下雨的聲音、開不了口、明明就、算什麼男人、你是我的ok繃、陽光宅男、七里香
- 2024年4月6日，橫濱：周大俠、等你下課、陽光宅男、七里香
- 2024年4月7日，橫濱：周大俠、等你下課、世界末日、黑色幽默、髮如雪、擱淺、算什麼男人、明明就、大笨鐘、爸 我回來了、陽光宅男、七里香
- 2024年4月18日，杭州：聽見下雨的聲音、開不了口、安靜、珊瑚海、明明就、算什麼男人、大笨鐘、本草綱目、回到過去、七里香
- 2024年4月19日，杭州：聽見下雨的聲音、開不了口、髮如雪、本草綱目、世界末日、陽光宅男、七里香
- 2024年4月20日，杭州：說好的幸福呢、開不了口、明明就、雨下一整晚、本草綱目、蒲公英的約定、回到過去、世界末日、陽光宅男、七里香
- 2024年4月21日，杭州：龍捲風、開不了口、本草綱目、回到過去、稻香、東風破、天涯過客、陽光宅男、七里香
- 2024年5月16日，福州：龍捲風、開不了口、回到過去、聽媽媽的話、蒲公英的約定、七里香
- 2024年5月17日，福州：她的睫毛、開不了口、暗號、分裂、超人不會飛、陽光宅男、七里香
- 2024年5月18日，福州：她的睫毛、開不了口、半島鐵盒、說好的幸福呢、白色風車、髮如雪、陽光宅男、七里香
- 2024年5月19日，福州：她的睫毛、開不了口、斷了的弦、我不配、你聽得到、陽光宅男、七里香
- 2024年5月30日，長沙：她的睫毛、開不了口、說好的幸福呢、蒲公英的約定、本草綱目、陽光宅男、七里香
- 2024年5月31日，長沙：她的睫毛、開不了口、暗號、黑色毛衣、心雨、本草綱目、回到過去、哪裡都是你、陽光宅男、七里香
- 2024年6月1日，長沙：她的睫毛、開不了口、藉口、我不配、愛情懸崖、本草綱目、最長的電影、陽光宅男、七里香
- 2024年6月2日，長沙：她的睫毛、開不了口、世界末日、本草綱目、回到過去、陽光宅男、七里香
- 2024年9月12日，深圳：她的睫毛、開不了口、一路向北、最長的電影、蒲公英的約定、算什麼男人、明明就、本草綱目、回到過去、七里香
- 2024年9月13日，深圳：她的睫毛、開不了口、世界末日、本草綱目、七里香
- 2024年9月14日，深圳：她的睫毛、開不了口、髮如雪、世界末日、本草綱目、七里香
- 2024年9月14日，深圳：她的睫毛、開不了口、周大俠、陽光宅男、七里香
- 2024年9月26日，南京：她的睫毛、開不了口、世界末日、一路向北、最長的電影、本草綱目、七里香
- 2024年9月27日，南京：她的睫毛、開不了口、黑色幽默、最長的電影、本草綱目、回到過去、七里香
- 2024年9月28日，南京：她的睫毛、開不了口、白色風車、說好的幸福呢、本草綱目、如果你也聽說、七里香
- 2024年9月29日，南京：她的睫毛、開不了口、最長的電影、龍拳、星晴、你聽得到、本草綱目、陽光宅男、七里香
- 2024年10月11日，新加坡：她的睫毛、開不了口、黑色幽默、最長的電影、蒲公英的約定、七里香
- 2024年10月12日，新加坡：她的睫毛、開不了口、擱淺、一路向北、七里香
- 2024年10月13日，新加坡：她的睫毛、開不了口、世界末日、陽光宅男、七里香
- 2024年10月26日，馬來西亞：她的睫毛、開不了口、世界末日、擱淺、最長的電影、陽光宅男、七里香
- 2024年12月5日，台北：她的睫毛、開不了口、星晴（和江蕙合唱）、菊花台（和江蕙合唱）、煙花易冷（和江蕙合唱）、七里香
- 2024年12月6日，台北：她的睫毛、開不了口、以父之名（猜歌環節）、晴天（和林書豪合唱）、黑色幽默（和動力火車合唱）、忠孝東路走九遍（和動力火車合唱）、重傷的汗水（和動力火車合唱）、陽光宅男、七里香
- 2024年12月7日，台北：她的睫毛、開不了口、稻香（和林志穎兒子合唱）、黑色幽默（范曉萱）、世界末日（和劉耕宏+鐘昀呈合唱）、菊花台（和江蕙合唱）、煙花易冷（和江蕙合唱）、陽光宅男、七里香
- 2024年12月8日，台北：她的睫毛、開不了口、你不是真正的快樂（和五月天合唱）、我是如此相信（和五月天合唱）、如果你也聽說（和張惠妹合唱）、連名帶姓（和張惠妹合唱）、三天三夜（張惠妹獨唱）、陽光宅男、七里香
- 2025年1月4日，杜拜：她的睫毛、開不了口、擱淺、陽光宅男、七里香
- 2025年1月5日，杜拜：她的睫毛、開不了口、黑色幽默、最長的電影、蒲公英的約定、陽光宅男、七里香
- 2025年3月28日，三亞：她的睫毛、開不了口、藉口、最長的電影、蒲公英的約定、本草綱目、回到過去、七里香
- 2025年3月29日，三亞：她的睫毛、開不了口、愛你沒差、世界末日、七里香
- 2025年3月30日，三亞：她的睫毛、開不了口、霍元甲、回到過去、陽光宅男、七里香
- 2025年4月25日，南寧：她的睫毛、開不了口、暗號、最長的電影、蒲公英的約定、陽光宅男、七里香
- 2025年4月26日，南寧：她的睫毛、開不了口、退後、說好的幸福呢、白色風車、本草綱目、陽光宅男、七里香
- 2025年4月27日，南寧：她的睫毛、開不了口、黑色幽默、最長的電影、蒲公英的約定、本草綱目、陽光宅男、七里香
- 2025年6月27日，香港：我是如此相信、開不了口、陽光宅男、七里香
- 2025年6月28日，香港：我是如此相信、開不了口、世界末日、等你下課（和山下智久合唱）、Loveless（山下智久獨唱）、陽光宅男、七里香
- 2025年6月29日，香港：我是如此相信、開不了口、永遠愛不完（和郭富城合唱）、狂野之城（郭富城獨唱）、陽光宅男、七里香
- 2025年7月11日，廈門：我是如此相信、開不了口、本草綱目、七里香
- 2025年7月12日，廈門：我是如此相信、開不了口、本草綱目、七里香
- 2025年7月13日，廈門：我是如此相信、開不了口、蒲公英的約定、本草綱目、陽光宅男、七里香

- 2020年1月10日，新加坡：告白氣球、聽媽媽的話、說好的幸福呢
- 2020年1月11日，新加坡：星晴
- 2022年12月18日，新加坡：說好不哭
- 2023年1月15日，馬來西亞：最長的電影、菊花台、浪漫手機、回到過去
- 2023年3月4日，澳洲雪梨：一路向北、世界末日、黑色幽默、彩虹、說好不哭、最長的電影
- 2023年5月5日，香港：說好不哭、花海、超人不會飛、以父之名、我不配、一路向北
- 2023年5月6日，香港：愛你沒差、一路向北、半島鐵盒、聽媽媽的話、蒲公英的約定、可愛女人
- 2023年5月7日，香港：可愛女人、說好的幸福呢、明明就、聽媽媽的話
- 2023年5月10日，香港：我不配、說好的幸福呢、一路向北、可愛女人、甜甜的、擱淺
- 2023年5月11日，香港：黑色毛衣（和鄧紫棋合唱）、白色風車、蘭亭序、她的睫毛、髮如雪、聽媽媽的話、安靜
- 2023年5月13日，香港：可愛女人、藉口、世界末日、還在流浪、髮如雪、愛情懸崖
- 2023年5月14日，香港：聽媽媽的話、黑色幽默、暗號、擱淺、退後
- 2023年6月29日，海口：稻香、千里之外、反方向的鐘、手寫的從前、最長的電影、米蘭的小鐵匠、世界末日、不能說的秘密
- 2023年6月30日，海口：花海、髮如雪、心雨、屋頂、蝸牛
- 2023年7月1日，海口：我不配、魔術先生、喬克叔叔、退後、甜甜的、明明就
- 2023年7月2日，海口：髮如雪、雨下一整晚、一路向北、她的睫毛、稻香、蒲公英的約定、你聽得到、屋頂、最長的電影、反方向的鐘
- 2023年8月17日，呼和浩特：紅塵客棧、退後、哪裡都是你、黑色幽默、晴天
- 2023年8月18日，呼和浩特：以父之名、你聽得到、珊瑚海、世界末日、一路向北、明明就
- 2023年8月19日，呼和浩特：暗號、聽媽媽的話、三年二班、反方向的鐘、將軍
- 2023年8月20日，呼和浩特：四面楚歌、彩虹、明明就、髮如雪、說了再見
- 2023年9月7日，天津：蘭亭序、髮如雪、最長的電影、蝸牛、聽媽媽的話
- 2023年9月8日，天津：最後的戰役、暗號、屋頂、煙花易冷、愛你沒差、最長的電影（周杰倫本人點唱）
- 2023年9月9日，天津：退後、一路向北、屋頂、最偉大的作品、星晴
- 2023年9月10日，天津：藉口、天臺的月光、暗號、說了再見、聽媽媽的話、蝸牛
- 2023年9月21日，太原：千里之外、黑色毛衣、蒲公英的約定、最長的電影、暗號、陽光宅男
- 2023年9月22日，太原：印地安老斑鳩、甜甜的、聽媽媽的話、花海
- 2023年9月23日，太原：半島鐵盒、夜曲、珊瑚海、手寫的從前、安靜、退後
- 2023年9月24日，太原：髮如雪、超人不會飛、上海一九四三、半島鐵盒、愛情廢柴、紅模仿、瓦解
- 2023年10月12日，上海：一路向北、屋頂、可愛女人、以父之名、不該、算什麼男人
- 2023年10月13日，上海：蝸牛、半島鐵盒、彩虹、以父之名、一路向北
- 2023年10月14日，上海：陽光宅男、回到過去、暗號、聽媽媽的話、退後
- 2023年10月15日，上海：喬克叔叔、可愛女人、爺爺泡的茶、半島鐵盒、最後的戰役、夜曲
- 2023年12月8日，曼谷：屋頂、世界末日、一路向北、告白氣球、算什麼男人
- 2023年12月9日，曼谷：倒帶、聽媽媽的話、最後的戰役、說了再見、暗號、聽見下雨的聲音、楓、退後、回到過去、夜曲
- 2024年1月9日，倫敦：倒帶、好久不見、最長的電影、說愛你
- 2024年1月10日，倫敦：明明就、彩虹、大笨鐘、你聽得到、楓、哪裡都是你
- 2024年1月13日，巴黎：甜甜的、黑色毛衣、最長的電影、聽媽媽的話、煙花易冷
- 2024年3月2日，澳洲雪梨：超人不會飛、外婆、黑色幽默、一點點、安靜、退後、我是如此相信、回到過去、反方向的鐘、明明就
- 2024年3月16日，墨爾本：超人不會飛、哪裡都是你、退後、屋頂、半島鐵盒、反方向的鐘、明明就、稻香、夜曲、說好的幸福呢、世界末日
- 2024年3月17日，墨爾本：東風破、珊瑚海、聽媽媽的話、印第安老斑鳩、彩虹、倒帶、給我一首歌的時間、分裂、退後、楓
- 2024年4月6日，橫濱：龍捲風、龍拳、愛在西元前、夢想啟動、蝸牛、不愛我就拉倒、擱淺、我要夏天、一路向北、梯田、半島鐵盒、忍者
- 2024年4月7日，橫濱：開不了口、聽媽媽的話、她的睫毛、說好的幸福呢、彩虹
- 2024年4月18日，杭州：迷迭香、楓、屋頂、一點點、零、瓦解、退後、夜曲、暗號
- 2024年4月19日，杭州：我是如此相信、藉口、印地安老班鳩、完美主義、愛的飛行日記、反方向的鐘、龍捲風、伊斯坦堡
- 2024年4月20日，杭州：米蘭的小鐵匠、愛在西元前、蘭亭序、夜曲、黑色幽默、等你下課、聽媽媽的話、甜甜的、你聽得到、忍者、龍捲風、我是如此相信
- 2024年4月21日，杭州：心雨、說好的幸福呢、暗號、愛你沒差、最長的電影、自導自演、黑色幽默、我不配、世界未末日、分裂、對不起+Mine Mine
- 2024年5月16日，福州：明明就、等你下課、我是如此相信、浪漫手機、東風破、退後、一路向北、擱淺、楓
- 2024年5月17日，福州：龍捲風、晴天、回到過去、屋頂、我的地盤、倒帶、我不配、手寫的從前
- 2024年5月18日，福州：聽媽媽的話、蒲公英的約定、擱淺、藉口、黑色毛衣、不該、給我一首歌的時間、屋頂
- 2024年5月19日，福州：黑色幽默、將軍、反方向的鐘、擱淺、三年二班、聽媽媽的話、煙花易冷、暗號、手寫的從前、哪裡都是你 + 聽爸爸的話
- 2024年5月30日，長沙：擱淺、屋頂、蘭亭序、告別地球、楓、蝸牛、半島鐵盒、粉色海洋、給我一首歌的時間、聽媽媽的話
- 2024年5月31日，長沙：生日快樂、止戰之殤、分裂、聽媽媽的話、蒲公英的約定、本草綱目、擱淺、等你下課
- 2024年6月1日，長沙：珊瑚海、蘭亭序、聽媽媽的話、楓、你聽得到、一路向北、最長的電影
- 2024年6月2日，長沙：你聽得到、聽媽媽的話、以父之名、倒帶、紅模仿、一路向北、等你下課、驚嘆號、最偉大的作品、聽媽媽的話、聖誕星、我是如此相信、說好的幸福呢
- 2024年9月12日，深圳：周大俠、心雨、你聽得到、飄移、給我一首歌的時間、龍捲風、亂舞春秋、聽媽媽的話
- 2024年9月13日，深圳：安靜、半島鐵盒、楓、愛的飛行日記、我是如此相信、彩虹、軌跡、手寫的從前、蒲公英的約定、甜甜的
- 2024年9月14日，深圳：浪漫手機、白色風車、一路向北、擱淺、東風破、我不配、藉口、愛的飛行日記
- 2024年9月15日，深圳：說好的幸福呢、愛情懸崖、屋頂、愛在西元前、不該、珊瑚海、黑色毛衣、蒲公英的約定、彩虹、心雨
- 2024年9月26日，南京：暗號、外婆、退後、擱淺、公主病、半島鐵盒、我不配、你聽得到
- 2024年9月27日，南京：髮如雪、珊瑚海、聽媽媽的話、龍捲風、蒲公英的約定、千山萬水、擱淺、楓、祝我生日快樂、黑色毛衣
- 2024年9月28日，南京：楓、告白氣球、千山萬水、心雨、公主病、聽媽媽的話、一路向北、安靜、反方向的鐘
- 2024年9月29日，南京：擱淺、我是如此相信、珊瑚海、暗號、藉口、不愛我就拉倒、安靜、屋頂、楓、無雙、煙花易冷
- 2024年10月11日，新加坡：哪裡都是你、錯過的煙火、爺爺泡的茶、倒帶、對不起、屋頂、千里之外、你聽得到、龍捲風
- 2024年10月12日，新加坡：退後、最長的電影、明明就、美人魚、聽媽媽的話、簡單愛、手寫的從前、還在流浪、粉色海洋、安靜、一點點、不該
- 2024年10月13日，新加坡：不能說的秘密、給我一首歌的時間、最長的電影、甜甜的、蝸牛、說了再見、龍捲風、黑色幽默、屋頂、夜曲、蒲公英的約定、煙花易冷
- 2024年10月26日，馬來西亞：亂舞春秋、心雨、獻世、你聽得到、藉口、瓦解、聽媽媽的話、傻笑、愛的飛行日記、等你下課
- 2024年12月5日，台北：擱淺、不能說的秘密、聽媽媽的話、我是如此相信、以父之名、公主病、退後、珊瑚海、手寫的從前、聽見下雨的聲音、藉口、彩虹、楓、最長的電影、甜甜的
- 2024年12月6日，台北：扯、彩虹、聽爸爸的話、算什麼男人、哪裡都是你、黑色毛衣、楓、暗號、夜曲、止戰之殤、珊瑚海、髮如雪、龍捲風、蒲公英的約定、米蘭的小鐵匠、告白氣球
- 2024年12月7日，台北：愛在西元前、可愛女人、我是如此相信、說好的幸福呢、瓦解、龍捲風、暗號、黑色毛衣、夜曲、淘汰、我不配、髮如雪、你聽得到、蝸牛、蒲公英的約定、說了再見、白色風車、不能說的秘密、我的地盤
- 2024年12月8日，台北：半島鐵盒、分裂、白色風車、擱淺、煙花易冷、超人不會飛、蒲公英的約定、浪漫手機、楓、反方向的鐘
- 2025年1月4日，杜拜：聽媽媽的話、髮如雪、愛在西元前、公主病、爺爺泡的茶、夜曲、暗號、最長的電影、以父之名、止戰之殤
- 2025年1月5日，杜拜：反方向的鐘、蘭亭序、屋頂、斷了的弦、等你下課、止戰之殤、楓、愛的飛行日記、可愛女人、說好的幸福呢
- 2025年3月28日，三亞：退後、楓、世界末日、聽媽媽的話、止戰之殤、一路向北、龍拳、煙花易冷、手寫的從前、彩虹
- 2025年3月29日，三亞：陽光宅男、斷了的弦、彩虹、甜甜的、暗號、時光機、可愛女人、夜曲、擱淺、分裂、我的地盤、我不配、愛的飛行日記
- 2025年3月30日，三亞：白色風車、心雨、最長的電影+擱淺、楓、我要夏天、聽爸爸的話、反方向的鐘、黑色幽默、藉口、世界未末日
- 2025年4月25日，南寧：楓、髮如雪、聽媽媽的話、黑色毛衣、我是如此相信、愛的飛行日記、以父之名、周大俠、你好嗎、愛在西元前
- 2025年4月26日，南寧：半島鐵盒、聽見下雨的聲音、說走就走、愛情廢柴、手寫的從前、愛情懸崖、回到過去、雨下一整晚、你是我的OK繃、楓、聽媽媽的話
- 2025年4月27日，南寧：龍捲風、楓、爺爺泡的茶、千里之外、開不了口、珊瑚海、蝸牛、超人不會飛、黑色毛衣、煙花易冷、公主病
- 2025年6月27日，香港：蒲公英的約定、明明就、楓、可愛女人、印地安老斑鳩、最後的戰役、黑色幽默、白色風車、珊瑚海、最長的電影、愛的飛行日記
- 2025年6月28日，香港：屋頂、聽媽媽的話、退後、擱淺、最長的電影、楓、菊花台、愛你沒差、上海一九四三、錯過的煙火、可愛女人、我不配
- 2025年6月29日，香港：聽媽媽的話、算什麼男人、愛在西元前、說好的幸福呢、以父之名、彩虹、白色風車、斷了的弦、半島鐵盒、蘭亭序、上海一九四三、明明就、菊花台
- 2025年7月11日，廈門：屋頂、暗號、明明就、倒帶、愛情懸崖、分裂、等你下課、手寫的從前、髮如雪、楓、珊瑚海
- 2025年7月12日，廈門：擱淺、退後、說好的幸福呢、黑色幽默、你聽得到、愛在西元前、最長的電影、愛你沒差、火車叨位去、東風破、可愛女人、反方向的鐘
- 2025年7月13日，廈門：我不配、瓦解、黑色毛衣、淘汰、上海一九四三、等你下課、烏克麗麗、以父之名、珊瑚海、愛的飛行日記、外婆